# Alaskacephale
Alaskacephale gangloffi
Genre
Espèce
Alaskacephale (« tête d'Alaska ») est un genre fossile de dinosaures ornithischiens de la famille des Pachycephalosauridae qui vivait à la fin du Crétacé supérieur (Campanien, il y a environ entre 83,5 et 70,6 millions d’années). Il a été décrit par Sullivan en 2006.

## Description
- Son nom signifie tête d'Alaska
- Période :  Crétacé (- 144 Ma à - 66 Ma)
- Taille :  4,5 m de long, 1,5 m de haut,  430 kg
- Habitat : Amérique du Nord
- Régime alimentaire : herbivore

## Étymologie
- céphale : du grec kephalê [-céphale, céphal(o)-, -céphalie], tête.

Le nom du genre fait référence à l’endroit où le fossile a été découvert, la Formation de Prince Creek en Alaska et aux pachycéphalosaures en général.
- Le nom de l’espèce, gangloffi, rend hommage au paléontologue Roland Gangloff.

## Anatomie
Le seul spécimen connu d’Alaskacephale gangloffi est l’holotype, un squamosal (os du crâne) gauche presque complet avec les caractéristiques nœuds polygonaux. Les dimensions de cet os suggèrent qu’A. gangloffi mesurait la moitié de la taille de Pachycephalosaurus wyomingensis ou les trois quarts de la taille de Prenocephale prenes, la même taille que Prenocephale edmontonensis et Prenocephale brevis (Gangloff et al., 2005).

## Classification
Alaskacephale appartient à la famille des Pachycephalosauridae et plus précisément à la tribu des Pachycephalosaurini érigée en 2016. À l'intérieur de celle-ci, il est en groupe frère avec le genre Pachycephalosaurus.
Le cladogramme suivant est modifié d'Evans et de ses collègues en 2013. Il montre la position d'Alaskacephale :
|  | Colepiocephale lambei    |
|  |                          |
|  | Hanssuesia sternbergi    |
|  |                          |
|  | Stegoceras novomexicanum |
|  |                          |
|  | Stegoceras validum       |
|  |                          |

|  | Acrotholus audeti   |
|  |                     |
|  | Prenocephale prenes |
|  |                     |

|  | Alaskacephale gangloffi         |
|  |                                 |
|  | Pachycephalosaurus wyomingensis |
|  |                                 |

|  | Sphaerotholus buchholtzae |
|  |                           |
|  | Sphaerotholus goodwini    |
|  |                           |

|  | Alaskacephale gangloffi         |
|  |                                 |
|  | Pachycephalosaurus wyomingensis |
|  |                                 |

|  | Sphaerotholus buchholtzae |
|  |                           |
|  | Sphaerotholus goodwini    |
|  |                           |

|  | Acrotholus audeti   |
|  |                     |
|  | Prenocephale prenes |
|  |                     |

|  | Alaskacephale gangloffi         |
|  |                                 |
|  | Pachycephalosaurus wyomingensis |
|  |                                 |

|  | Sphaerotholus buchholtzae |
|  |                           |
|  | Sphaerotholus goodwini    |
|  |                           |

|  | Alaskacephale gangloffi         |
|  |                                 |
|  | Pachycephalosaurus wyomingensis |
|  |                                 |

|  | Sphaerotholus buchholtzae |
|  |                           |
|  | Sphaerotholus goodwini    |
|  |                           |

|  | Acrotholus audeti   |
|  |                     |
|  | Prenocephale prenes |
|  |                     |

|  | Alaskacephale gangloffi         |
|  |                                 |
|  | Pachycephalosaurus wyomingensis |
|  |                                 |

|  | Sphaerotholus buchholtzae |
|  |                           |
|  | Sphaerotholus goodwini    |
|  |                           |

|  | Alaskacephale gangloffi         |
|  |                                 |
|  | Pachycephalosaurus wyomingensis |
|  |                                 |

|  | Sphaerotholus buchholtzae |
|  |                           |
|  | Sphaerotholus goodwini    |
|  |                           |

|  | Acrotholus audeti   |
|  |                     |
|  | Prenocephale prenes |
|  |                     |

|  | Alaskacephale gangloffi         |
|  |                                 |
|  | Pachycephalosaurus wyomingensis |
|  |                                 |

|  | Sphaerotholus buchholtzae |
|  |                           |
|  | Sphaerotholus goodwini    |
|  |                           |

|  | Alaskacephale gangloffi         |
|  |                                 |
|  | Pachycephalosaurus wyomingensis |
|  |                                 |

|  | Sphaerotholus buchholtzae |
|  |                           |
|  | Sphaerotholus goodwini    |
|  |                           |

|  | Acrotholus audeti   |
|  |                     |
|  | Prenocephale prenes |
|  |                     |

|  | Alaskacephale gangloffi         |
|  |                                 |
|  | Pachycephalosaurus wyomingensis |
|  |                                 |

|  | Sphaerotholus buchholtzae |
|  |                           |
|  | Sphaerotholus goodwini    |
|  |                           |

|  | Alaskacephale gangloffi         |
|  |                                 |
|  | Pachycephalosaurus wyomingensis |
|  |                                 |

|  | Sphaerotholus buchholtzae |
|  |                           |
|  | Sphaerotholus goodwini    |
|  |                           |

|  | Acrotholus audeti   |
|  |                     |
|  | Prenocephale prenes |
|  |                     |

|  | Alaskacephale gangloffi         |
|  |                                 |
|  | Pachycephalosaurus wyomingensis |
|  |                                 |

|  | Sphaerotholus buchholtzae |
|  |                           |
|  | Sphaerotholus goodwini    |
|  |                           |

|  | Alaskacephale gangloffi         |
|  |                                 |
|  | Pachycephalosaurus wyomingensis |
|  |                                 |

|  | Sphaerotholus buchholtzae |
|  |                           |
|  | Sphaerotholus goodwini    |
|  |                           |

|  | Acrotholus audeti   |
|  |                     |
|  | Prenocephale prenes |
|  |                     |

|  | Alaskacephale gangloffi         |
|  |                                 |
|  | Pachycephalosaurus wyomingensis |
|  |                                 |

|  | Sphaerotholus buchholtzae |
|  |                           |
|  | Sphaerotholus goodwini    |
|  |                           |

|  | Alaskacephale gangloffi         |
|  |                                 |
|  | Pachycephalosaurus wyomingensis |
|  |                                 |

|  | Sphaerotholus buchholtzae |
|  |                           |
|  | Sphaerotholus goodwini    |
|  |                           |

|  | Acrotholus audeti   |
|  |                     |
|  | Prenocephale prenes |
|  |                     |

|  | Alaskacephale gangloffi         |
|  |                                 |
|  | Pachycephalosaurus wyomingensis |
|  |                                 |

|  | Sphaerotholus buchholtzae |
|  |                           |
|  | Sphaerotholus goodwini    |
|  |                           |

|  | Alaskacephale gangloffi         |
|  |                                 |
|  | Pachycephalosaurus wyomingensis |
|  |                                 |

|  | Sphaerotholus buchholtzae |
|  |                           |
|  | Sphaerotholus goodwini    |
|  |                           |

|  | Acrotholus audeti   |
|  |                     |
|  | Prenocephale prenes |
|  |                     |

|  | Alaskacephale gangloffi         |
|  |                                 |
|  | Pachycephalosaurus wyomingensis |
|  |                                 |

|  | Sphaerotholus buchholtzae |
|  |                           |
|  | Sphaerotholus goodwini    |
|  |                           |

|  | Alaskacephale gangloffi         |
|  |                                 |
|  | Pachycephalosaurus wyomingensis |
|  |                                 |

|  | Sphaerotholus buchholtzae |
|  |                           |
|  | Sphaerotholus goodwini    |
|  |                           |

|  | Acrotholus audeti   |
|  |                     |
|  | Prenocephale prenes |
|  |                     |

|  | Alaskacephale gangloffi         |
|  |                                 |
|  | Pachycephalosaurus wyomingensis |
|  |                                 |

|  | Sphaerotholus buchholtzae |
|  |                           |
|  | Sphaerotholus goodwini    |
|  |                           |

|  | Alaskacephale gangloffi         |
|  |                                 |
|  | Pachycephalosaurus wyomingensis |
|  |                                 |

|  | Sphaerotholus buchholtzae |
|  |                           |
|  | Sphaerotholus goodwini    |
|  |                           |

|  | Acrotholus audeti   |
|  |                     |
|  | Prenocephale prenes |
|  |                     |

|  | Alaskacephale gangloffi         |
|  |                                 |
|  | Pachycephalosaurus wyomingensis |
|  |                                 |

|  | Sphaerotholus buchholtzae |
|  |                           |
|  | Sphaerotholus goodwini    |
|  |                           |

|  | Alaskacephale gangloffi         |
|  |                                 |
|  | Pachycephalosaurus wyomingensis |
|  |                                 |

|  | Sphaerotholus buchholtzae |
|  |                           |
|  | Sphaerotholus goodwini    |
|  |                           |

|  | Acrotholus audeti   |
|  |                     |
|  | Prenocephale prenes |
|  |                     |

|  | Alaskacephale gangloffi         |
|  |                                 |
|  | Pachycephalosaurus wyomingensis |
|  |                                 |

|  | Sphaerotholus buchholtzae |
|  |                           |
|  | Sphaerotholus goodwini    |
|  |                           |

|  | Alaskacephale gangloffi         |
|  |                                 |
|  | Pachycephalosaurus wyomingensis |
|  |                                 |

|  | Sphaerotholus buchholtzae |
|  |                           |
|  | Sphaerotholus goodwini    |
|  |                           |

|  | Acrotholus audeti   |
|  |                     |
|  | Prenocephale prenes |
|  |                     |

|  | Alaskacephale gangloffi         |
|  |                                 |
|  | Pachycephalosaurus wyomingensis |
|  |                                 |

|  | Sphaerotholus buchholtzae |
|  |                           |
|  | Sphaerotholus goodwini    |
|  |                           |

|  | Alaskacephale gangloffi         |
|  |                                 |
|  | Pachycephalosaurus wyomingensis |
|  |                                 |

|  | Sphaerotholus buchholtzae |
|  |                           |
|  | Sphaerotholus goodwini    |
|  |                           |

|  | Acrotholus audeti   |
|  |                     |
|  | Prenocephale prenes |
|  |                     |

|  | Alaskacephale gangloffi         |
|  |                                 |
|  | Pachycephalosaurus wyomingensis |
|  |                                 |

|  | Sphaerotholus buchholtzae |
|  |                           |
|  | Sphaerotholus goodwini    |
|  |                           |

|  | Alaskacephale gangloffi         |
|  |                                 |
|  | Pachycephalosaurus wyomingensis |
|  |                                 |

|  | Sphaerotholus buchholtzae |
|  |                           |
|  | Sphaerotholus goodwini    |
|  |                           |

|  | Acrotholus audeti   |
|  |                     |
|  | Prenocephale prenes |
|  |                     |

|  | Alaskacephale gangloffi         |
|  |                                 |
|  | Pachycephalosaurus wyomingensis |
|  |                                 |

|  | Sphaerotholus buchholtzae |
|  |                           |
|  | Sphaerotholus goodwini    |
|  |                           |

|  | Alaskacephale gangloffi         |
|  |                                 |
|  | Pachycephalosaurus wyomingensis |
|  |                                 |

|  | Sphaerotholus buchholtzae |
|  |                           |
|  | Sphaerotholus goodwini    |
|  |                           |

|  | Acrotholus audeti   |
|  |                     |
|  | Prenocephale prenes |
|  |                     |

|  | Alaskacephale gangloffi         |
|  |                                 |
|  | Pachycephalosaurus wyomingensis |
|  |                                 |

|  | Sphaerotholus buchholtzae |
|  |                           |
|  | Sphaerotholus goodwini    |
|  |                           |

|  | Alaskacephale gangloffi         |
|  |                                 |
|  | Pachycephalosaurus wyomingensis |
|  |                                 |

|  | Sphaerotholus buchholtzae |
|  |                           |
|  | Sphaerotholus goodwini    |
|  |                           |

|  | Acrotholus audeti   |
|  |                     |
|  | Prenocephale prenes |
|  |                     |

|  | Alaskacephale gangloffi         |
|  |                                 |
|  | Pachycephalosaurus wyomingensis |
|  |                                 |

|  | Sphaerotholus buchholtzae |
|  |                           |
|  | Sphaerotholus goodwini    |
|  |                           |

|  | Alaskacephale gangloffi         |
|  |                                 |
|  | Pachycephalosaurus wyomingensis |
|  |                                 |

|  | Sphaerotholus buchholtzae |
|  |                           |
|  | Sphaerotholus goodwini    |
|  |                           |

|  | Acrotholus audeti   |
|  |                     |
|  | Prenocephale prenes |
|  |                     |

|  | Alaskacephale gangloffi         |
|  |                                 |
|  | Pachycephalosaurus wyomingensis |
|  |                                 |

|  | Sphaerotholus buchholtzae |
|  |                           |
|  | Sphaerotholus goodwini    |
|  |                           |

|  | Alaskacephale gangloffi         |
|  |                                 |
|  | Pachycephalosaurus wyomingensis |
|  |                                 |

|  | Sphaerotholus buchholtzae |
|  |                           |
|  | Sphaerotholus goodwini    |
|  |                           |

|  | Acrotholus audeti   |
|  |                     |
|  | Prenocephale prenes |
|  |                     |

|  | Alaskacephale gangloffi         |
|  |                                 |
|  | Pachycephalosaurus wyomingensis |
|  |                                 |

|  | Sphaerotholus buchholtzae |
|  |                           |
|  | Sphaerotholus goodwini    |
|  |                           |

|  | Alaskacephale gangloffi         |
|  |                                 |
|  | Pachycephalosaurus wyomingensis |
|  |                                 |

|  | Sphaerotholus buchholtzae |
|  |                           |
|  | Sphaerotholus goodwini    |
|  |                           |

|  | Acrotholus audeti   |
|  |                     |
|  | Prenocephale prenes |
|  |                     |

|  | Alaskacephale gangloffi         |
|  |                                 |
|  | Pachycephalosaurus wyomingensis |
|  |                                 |

|  | Sphaerotholus buchholtzae |
|  |                           |
|  | Sphaerotholus goodwini    |
|  |                           |

|  | Alaskacephale gangloffi         |
|  |                                 |
|  | Pachycephalosaurus wyomingensis |
|  |                                 |

|  | Sphaerotholus buchholtzae |
|  |                           |
|  | Sphaerotholus goodwini    |
|  |                           |

|  | Acrotholus audeti   |
|  |                     |
|  | Prenocephale prenes |
|  |                     |

|  | Alaskacephale gangloffi         |
|  |                                 |
|  | Pachycephalosaurus wyomingensis |
|  |                                 |

|  | Sphaerotholus buchholtzae |
|  |                           |
|  | Sphaerotholus goodwini    |
|  |                           |

|  | Alaskacephale gangloffi         |
|  |                                 |
|  | Pachycephalosaurus wyomingensis |
|  |                                 |

|  | Sphaerotholus buchholtzae |
|  |                           |
|  | Sphaerotholus goodwini    |
|  |                           |

|  | Acrotholus audeti   |
|  |                     |
|  | Prenocephale prenes |
|  |                     |

|  | Alaskacephale gangloffi         |
|  |                                 |
|  | Pachycephalosaurus wyomingensis |
|  |                                 |

|  | Sphaerotholus buchholtzae |
|  |                           |
|  | Sphaerotholus goodwini    |
|  |                           |

|  | Alaskacephale gangloffi         |
|  |                                 |
|  | Pachycephalosaurus wyomingensis |
|  |                                 |

|  | Sphaerotholus buchholtzae |
|  |                           |
|  | Sphaerotholus goodwini    |
|  |                           |

|  | Acrotholus audeti   |
|  |                     |
|  | Prenocephale prenes |
|  |                     |

|  | Alaskacephale gangloffi         |
|  |                                 |
|  | Pachycephalosaurus wyomingensis |
|  |                                 |

|  | Sphaerotholus buchholtzae |
|  |                           |
|  | Sphaerotholus goodwini    |
|  |                           |

|  | Alaskacephale gangloffi         |
|  |                                 |
|  | Pachycephalosaurus wyomingensis |
|  |                                 |

|  | Sphaerotholus buchholtzae |
|  |                           |
|  | Sphaerotholus goodwini    |
|  |                           |

|  | Acrotholus audeti   |
|  |                     |
|  | Prenocephale prenes |
|  |                     |

|  | Alaskacephale gangloffi         |
|  |                                 |
|  | Pachycephalosaurus wyomingensis |
|  |                                 |

|  | Sphaerotholus buchholtzae |
|  |                           |
|  | Sphaerotholus goodwini    |
|  |                           |

|  | Alaskacephale gangloffi         |
|  |                                 |
|  | Pachycephalosaurus wyomingensis |
|  |                                 |

|  | Sphaerotholus buchholtzae |
|  |                           |
|  | Sphaerotholus goodwini    |
|  |                           |

|  | Acrotholus audeti   |
|  |                     |
|  | Prenocephale prenes |
|  |                     |

|  | Alaskacephale gangloffi         |
|  |                                 |
|  | Pachycephalosaurus wyomingensis |
|  |                                 |

|  | Sphaerotholus buchholtzae |
|  |                           |
|  | Sphaerotholus goodwini    |
|  |                           |

|  | Alaskacephale gangloffi         |
|  |                                 |
|  | Pachycephalosaurus wyomingensis |
|  |                                 |

|  | Sphaerotholus buchholtzae |
|  |                           |
|  | Sphaerotholus goodwini    |
|  |                           |

|  | Acrotholus audeti   |
|  |                     |
|  | Prenocephale prenes |
|  |                     |

|  | Alaskacephale gangloffi         |
|  |                                 |
|  | Pachycephalosaurus wyomingensis |
|  |                                 |

|  | Sphaerotholus buchholtzae |
|  |                           |
|  | Sphaerotholus goodwini    |
|  |                           |

|  | Alaskacephale gangloffi         |
|  |                                 |
|  | Pachycephalosaurus wyomingensis |
|  |                                 |

|  | Sphaerotholus buchholtzae |
|  |                           |
|  | Sphaerotholus goodwini    |
|  |                           |

|  | Acrotholus audeti   |
|  |                     |
|  | Prenocephale prenes |
|  |                     |

|  | Alaskacephale gangloffi         |
|  |                                 |
|  | Pachycephalosaurus wyomingensis |
|  |                                 |

|  | Sphaerotholus buchholtzae |
|  |                           |
|  | Sphaerotholus goodwini    |
|  |                           |

|  | Alaskacephale gangloffi         |
|  |                                 |
|  | Pachycephalosaurus wyomingensis |
|  |                                 |

|  | Sphaerotholus buchholtzae |
|  |                           |
|  | Sphaerotholus goodwini    |
|  |                           |

|  | Acrotholus audeti   |
|  |                     |
|  | Prenocephale prenes |
|  |                     |

|  | Alaskacephale gangloffi         |
|  |                                 |
|  | Pachycephalosaurus wyomingensis |
|  |                                 |

|  | Sphaerotholus buchholtzae |
|  |                           |
|  | Sphaerotholus goodwini    |
|  |                           |

|  | Alaskacephale gangloffi         |
|  |                                 |
|  | Pachycephalosaurus wyomingensis |
|  |                                 |

|  | Sphaerotholus buchholtzae |
|  |                           |
|  | Sphaerotholus goodwini    |
|  |                           |

|  | Acrotholus audeti   |
|  |                     |
|  | Prenocephale prenes |
|  |                     |

|  | Alaskacephale gangloffi         |
|  |                                 |
|  | Pachycephalosaurus wyomingensis |
|  |                                 |

|  | Sphaerotholus buchholtzae |
|  |                           |
|  | Sphaerotholus goodwini    |
|  |                           |

|  | Alaskacephale gangloffi         |
|  |                                 |
|  | Pachycephalosaurus wyomingensis |
|  |                                 |

|  | Sphaerotholus buchholtzae |
|  |                           |
|  | Sphaerotholus goodwini    |
|  |                           |

|  | Acrotholus audeti   |
|  |                     |
|  | Prenocephale prenes |
|  |                     |

|  | Alaskacephale gangloffi         |
|  |                                 |
|  | Pachycephalosaurus wyomingensis |
|  |                                 |

|  | Sphaerotholus buchholtzae |
|  |                           |
|  | Sphaerotholus goodwini    |
|  |                           |

|  | Alaskacephale gangloffi         |
|  |                                 |
|  | Pachycephalosaurus wyomingensis |
|  |                                 |

|  | Sphaerotholus buchholtzae |
|  |                           |
|  | Sphaerotholus goodwini    |
|  |                           |

|  | Acrotholus audeti   |
|  |                     |
|  | Prenocephale prenes |
|  |                     |

|  | Alaskacephale gangloffi         |
|  |                                 |
|  | Pachycephalosaurus wyomingensis |
|  |                                 |

|  | Sphaerotholus buchholtzae |
|  |                           |
|  | Sphaerotholus goodwini    |
|  |                           |

|  | Alaskacephale gangloffi         |
|  |                                 |
|  | Pachycephalosaurus wyomingensis |
|  |                                 |

|  | Sphaerotholus buchholtzae |
|  |                           |
|  | Sphaerotholus goodwini    |
|  |                           |

|  | Acrotholus audeti   |
|  |                     |
|  | Prenocephale prenes |
|  |                     |

|  | Alaskacephale gangloffi         |
|  |                                 |
|  | Pachycephalosaurus wyomingensis |
|  |                                 |

|  | Sphaerotholus buchholtzae |
|  |                           |
|  | Sphaerotholus goodwini    |
|  |                           |

|  | Alaskacephale gangloffi         |
|  |                                 |
|  | Pachycephalosaurus wyomingensis |
|  |                                 |

|  | Sphaerotholus buchholtzae |
|  |                           |
|  | Sphaerotholus goodwini    |
|  |                           |

|  | Acrotholus audeti   |
|  |                     |
|  | Prenocephale prenes |
|  |                     |

|  | Alaskacephale gangloffi         |
|  |                                 |
|  | Pachycephalosaurus wyomingensis |
|  |                                 |

|  | Sphaerotholus buchholtzae |
|  |                           |
|  | Sphaerotholus goodwini    |
|  |                           |

|  | Alaskacephale gangloffi         |
|  |                                 |
|  | Pachycephalosaurus wyomingensis |
|  |                                 |

|  | Sphaerotholus buchholtzae |
|  |                           |
|  | Sphaerotholus goodwini    |
|  |                           |

|  | Acrotholus audeti   |
|  |                     |
|  | Prenocephale prenes |
|  |                     |

|  | Alaskacephale gangloffi         |
|  |                                 |
|  | Pachycephalosaurus wyomingensis |
|  |                                 |

|  | Sphaerotholus buchholtzae |
|  |                           |
|  | Sphaerotholus goodwini    |
|  |                           |

|  | Alaskacephale gangloffi         |
|  |                                 |
|  | Pachycephalosaurus wyomingensis |
|  |                                 |

|  | Sphaerotholus buchholtzae |
|  |                           |
|  | Sphaerotholus goodwini    |
|  |                           |

|  | Acrotholus audeti   |
|  |                     |
|  | Prenocephale prenes |
|  |                     |

|  | Alaskacephale gangloffi         |
|  |                                 |
|  | Pachycephalosaurus wyomingensis |
|  |                                 |

|  | Sphaerotholus buchholtzae |
|  |                           |
|  | Sphaerotholus goodwini    |
|  |                           |

|  | Alaskacephale gangloffi         |
|  |                                 |
|  | Pachycephalosaurus wyomingensis |
|  |                                 |

|  | Sphaerotholus buchholtzae |
|  |                           |
|  | Sphaerotholus goodwini    |
|  |                           |

|  | Acrotholus audeti   |
|  |                     |
|  | Prenocephale prenes |
|  |                     |

|  | Alaskacephale gangloffi         |
|  |                                 |
|  | Pachycephalosaurus wyomingensis |
|  |                                 |

|  | Sphaerotholus buchholtzae |
|  |                           |
|  | Sphaerotholus goodwini    |
|  |                           |

|  | Alaskacephale gangloffi         |
|  |                                 |
|  | Pachycephalosaurus wyomingensis |
|  |                                 |

|  | Sphaerotholus buchholtzae |
|  |                           |
|  | Sphaerotholus goodwini    |
|  |                           |

|  | Acrotholus audeti   |
|  |                     |
|  | Prenocephale prenes |
|  |                     |

|  | Alaskacephale gangloffi         |
|  |                                 |
|  | Pachycephalosaurus wyomingensis |
|  |                                 |

|  | Sphaerotholus buchholtzae |
|  |                           |
|  | Sphaerotholus goodwini    |
|  |                           |

|  | Alaskacephale gangloffi         |
|  |                                 |
|  | Pachycephalosaurus wyomingensis |
|  |                                 |

|  | Sphaerotholus buchholtzae |
|  |                           |
|  | Sphaerotholus goodwini    |
|  |                           |

|  | Acrotholus audeti   |
|  |                     |
|  | Prenocephale prenes |
|  |                     |

|  | Alaskacephale gangloffi         |
|  |                                 |
|  | Pachycephalosaurus wyomingensis |
|  |                                 |

|  | Sphaerotholus buchholtzae |
|  |                           |
|  | Sphaerotholus goodwini    |
|  |                           |

|  | Alaskacephale gangloffi         |
|  |                                 |
|  | Pachycephalosaurus wyomingensis |
|  |                                 |

|  | Sphaerotholus buchholtzae |
|  |                           |
|  | Sphaerotholus goodwini    |
|  |                           |

|  | Acrotholus audeti   |
|  |                     |
|  | Prenocephale prenes |
|  |                     |

|  | Alaskacephale gangloffi         |
|  |                                 |
|  | Pachycephalosaurus wyomingensis |
|  |                                 |

|  | Sphaerotholus buchholtzae |
|  |                           |
|  | Sphaerotholus goodwini    |
|  |                           |

|  | Alaskacephale gangloffi         |
|  |                                 |
|  | Pachycephalosaurus wyomingensis |
|  |                                 |

|  | Sphaerotholus buchholtzae |
|  |                           |
|  | Sphaerotholus goodwini    |
|  |                           |

|  | Acrotholus audeti   |
|  |                     |
|  | Prenocephale prenes |
|  |                     |

|  | Alaskacephale gangloffi         |
|  |                                 |
|  | Pachycephalosaurus wyomingensis |
|  |                                 |

|  | Sphaerotholus buchholtzae |
|  |                           |
|  | Sphaerotholus goodwini    |
|  |                           |

|  | Alaskacephale gangloffi         |
|  |                                 |
|  | Pachycephalosaurus wyomingensis |
|  |                                 |

|  | Sphaerotholus buchholtzae |
|  |                           |
|  | Sphaerotholus goodwini    |
|  |                           |

|  | Acrotholus audeti   |
|  |                     |
|  | Prenocephale prenes |
|  |                     |

|  | Alaskacephale gangloffi         |
|  |                                 |
|  | Pachycephalosaurus wyomingensis |
|  |                                 |

|  | Sphaerotholus buchholtzae |
|  |                           |
|  | Sphaerotholus goodwini    |
|  |                           |

|  | Alaskacephale gangloffi         |
|  |                                 |
|  | Pachycephalosaurus wyomingensis |
|  |                                 |

|  | Sphaerotholus buchholtzae |
|  |                           |
|  | Sphaerotholus goodwini    |
|  |                           |

|  | Acrotholus audeti   |
|  |                     |
|  | Prenocephale prenes |
|  |                     |

|  | Alaskacephale gangloffi         |
|  |                                 |
|  | Pachycephalosaurus wyomingensis |
|  |                                 |

|  | Sphaerotholus buchholtzae |
|  |                           |
|  | Sphaerotholus goodwini    |
|  |                           |

|  | Alaskacephale gangloffi         |
|  |                                 |
|  | Pachycephalosaurus wyomingensis |
|  |                                 |

|  | Sphaerotholus buchholtzae |
|  |                           |
|  | Sphaerotholus goodwini    |
|  |                           |

|  | Acrotholus audeti   |
|  |                     |
|  | Prenocephale prenes |
|  |                     |

|  | Alaskacephale gangloffi         |
|  |                                 |
|  | Pachycephalosaurus wyomingensis |
|  |                                 |

|  | Sphaerotholus buchholtzae |
|  |                           |
|  | Sphaerotholus goodwini    |
|  |                           |

|  | Alaskacephale gangloffi         |
|  |                                 |
|  | Pachycephalosaurus wyomingensis |
|  |                                 |

|  | Sphaerotholus buchholtzae |
|  |                           |
|  | Sphaerotholus goodwini    |
|  |                           |

|  | Acrotholus audeti   |
|  |                     |
|  | Prenocephale prenes |
|  |                     |

|  | Alaskacephale gangloffi         |
|  |                                 |
|  | Pachycephalosaurus wyomingensis |
|  |                                 |

|  | Sphaerotholus buchholtzae |
|  |                           |
|  | Sphaerotholus goodwini    |
|  |                           |

|  | Alaskacephale gangloffi         |
|  |                                 |
|  | Pachycephalosaurus wyomingensis |
|  |                                 |

|  | Sphaerotholus buchholtzae |
|  |                           |
|  | Sphaerotholus goodwini    |
|  |                           |

|  | Acrotholus audeti   |
|  |                     |
|  | Prenocephale prenes |
|  |                     |

|  | Alaskacephale gangloffi         |
|  |                                 |
|  | Pachycephalosaurus wyomingensis |
|  |                                 |

|  | Sphaerotholus buchholtzae |
|  |                           |
|  | Sphaerotholus goodwini    |
|  |                           |

|  | Alaskacephale gangloffi         |
|  |                                 |
|  | Pachycephalosaurus wyomingensis |
|  |                                 |

|  | Sphaerotholus buchholtzae |
|  |                           |
|  | Sphaerotholus goodwini    |
|  |                           |

|  | Acrotholus audeti   |
|  |                     |
|  | Prenocephale prenes |
|  |                     |

|  | Alaskacephale gangloffi         |
|  |                                 |
|  | Pachycephalosaurus wyomingensis |
|  |                                 |

|  | Sphaerotholus buchholtzae |
|  |                           |
|  | Sphaerotholus goodwini    |
|  |                           |

|  | Alaskacephale gangloffi         |
|  |                                 |
|  | Pachycephalosaurus wyomingensis |
|  |                                 |

|  | Sphaerotholus buchholtzae |
|  |                           |
|  | Sphaerotholus goodwini    |
|  |                           |

|  | Acrotholus audeti   |
|  |                     |
|  | Prenocephale prenes |
|  |                     |

|  | Alaskacephale gangloffi         |
|  |                                 |
|  | Pachycephalosaurus wyomingensis |
|  |                                 |

|  | Sphaerotholus buchholtzae |
|  |                           |
|  | Sphaerotholus goodwini    |
|  |                           |

|  | Alaskacephale gangloffi         |
|  |                                 |
|  | Pachycephalosaurus wyomingensis |
|  |                                 |

|  | Sphaerotholus buchholtzae |
|  |                           |
|  | Sphaerotholus goodwini    |
|  |                           |

|  | Acrotholus audeti   |
|  |                     |
|  | Prenocephale prenes |
|  |                     |

|  | Alaskacephale gangloffi         |
|  |                                 |
|  | Pachycephalosaurus wyomingensis |
|  |                                 |

|  | Sphaerotholus buchholtzae |
|  |                           |
|  | Sphaerotholus goodwini    |
|  |                           |

|  | Alaskacephale gangloffi         |
|  |                                 |
|  | Pachycephalosaurus wyomingensis |
|  |                                 |

|  | Sphaerotholus buchholtzae |
|  |                           |
|  | Sphaerotholus goodwini    |
|  |                           |

|  | Acrotholus audeti   |
|  |                     |
|  | Prenocephale prenes |
|  |                     |

|  | Alaskacephale gangloffi         |
|  |                                 |
|  | Pachycephalosaurus wyomingensis |
|  |                                 |

|  | Sphaerotholus buchholtzae |
|  |                           |
|  | Sphaerotholus goodwini    |
|  |                           |

|  | Alaskacephale gangloffi         |
|  |                                 |
|  | Pachycephalosaurus wyomingensis |
|  |                                 |

|  | Sphaerotholus buchholtzae |
|  |                           |
|  | Sphaerotholus goodwini    |
|  |                           |

|  | Acrotholus audeti   |
|  |                     |
|  | Prenocephale prenes |
|  |                     |

|  | Alaskacephale gangloffi         |
|  |                                 |
|  | Pachycephalosaurus wyomingensis |
|  |                                 |

|  | Sphaerotholus buchholtzae |
|  |                           |
|  | Sphaerotholus goodwini    |
|  |                           |

|  | Alaskacephale gangloffi         |
|  |                                 |
|  | Pachycephalosaurus wyomingensis |
|  |                                 |

|  | Sphaerotholus buchholtzae |
|  |                           |
|  | Sphaerotholus goodwini    |
|  |                           |

|  | Acrotholus audeti   |
|  |                     |
|  | Prenocephale prenes |
|  |                     |

|  | Alaskacephale gangloffi         |
|  |                                 |
|  | Pachycephalosaurus wyomingensis |
|  |                                 |

|  | Sphaerotholus buchholtzae |
|  |                           |
|  | Sphaerotholus goodwini    |
|  |                           |

|  | Alaskacephale gangloffi         |
|  |                                 |
|  | Pachycephalosaurus wyomingensis |
|  |                                 |

|  | Sphaerotholus buchholtzae |
|  |                           |
|  | Sphaerotholus goodwini    |
|  |                           |

|  | Acrotholus audeti   |
|  |                     |
|  | Prenocephale prenes |
|  |                     |

|  | Alaskacephale gangloffi         |
|  |                                 |
|  | Pachycephalosaurus wyomingensis |
|  |                                 |

|  | Sphaerotholus buchholtzae |
|  |                           |
|  | Sphaerotholus goodwini    |
|  |                           |

|  | Alaskacephale gangloffi         |
|  |                                 |
|  | Pachycephalosaurus wyomingensis |
|  |                                 |

|  | Sphaerotholus buchholtzae |
|  |                           |
|  | Sphaerotholus goodwini    |
|  |                           |

|  | Acrotholus audeti   |
|  |                     |
|  | Prenocephale prenes |
|  |                     |

|  | Alaskacephale gangloffi         |
|  |                                 |
|  | Pachycephalosaurus wyomingensis |
|  |                                 |

|  | Sphaerotholus buchholtzae |
|  |                           |
|  | Sphaerotholus goodwini    |
|  |                           |

|  | Alaskacephale gangloffi         |
|  |                                 |
|  | Pachycephalosaurus wyomingensis |
|  |                                 |

|  | Sphaerotholus buchholtzae |
|  |                           |
|  | Sphaerotholus goodwini    |
|  |                           |

|  | Acrotholus audeti   |
|  |                     |
|  | Prenocephale prenes |
|  |                     |

|  | Alaskacephale gangloffi         |
|  |                                 |
|  | Pachycephalosaurus wyomingensis |
|  |                                 |

|  | Sphaerotholus buchholtzae |
|  |                           |
|  | Sphaerotholus goodwini    |
|  |                           |

|  | Alaskacephale gangloffi         |
|  |                                 |
|  | Pachycephalosaurus wyomingensis |
|  |                                 |

|  | Sphaerotholus buchholtzae |
|  |                           |
|  | Sphaerotholus goodwini    |
|  |                           |

|  | Acrotholus audeti   |
|  |                     |
|  | Prenocephale prenes |
|  |                     |

|  | Alaskacephale gangloffi         |
|  |                                 |
|  | Pachycephalosaurus wyomingensis |
|  |                                 |

|  | Sphaerotholus buchholtzae |
|  |                           |
|  | Sphaerotholus goodwini    |
|  |                           |

|  | Alaskacephale gangloffi         |
|  |                                 |
|  | Pachycephalosaurus wyomingensis |
|  |                                 |

|  | Sphaerotholus buchholtzae |
|  |                           |
|  | Sphaerotholus goodwini    |
|  |                           |

|  | Acrotholus audeti   |
|  |                     |
|  | Prenocephale prenes |
|  |                     |

|  | Alaskacephale gangloffi         |
|  |                                 |
|  | Pachycephalosaurus wyomingensis |
|  |                                 |

|  | Sphaerotholus buchholtzae |
|  |                           |
|  | Sphaerotholus goodwini    |
|  |                           |

|  | Alaskacephale gangloffi         |
|  |                                 |
|  | Pachycephalosaurus wyomingensis |
|  |                                 |

|  | Sphaerotholus buchholtzae |
|  |                           |
|  | Sphaerotholus goodwini    |
|  |                           |

|  | Acrotholus audeti   |
|  |                     |
|  | Prenocephale prenes |
|  |                     |

|  | Alaskacephale gangloffi         |
|  |                                 |
|  | Pachycephalosaurus wyomingensis |
|  |                                 |

|  | Sphaerotholus buchholtzae |
|  |                           |
|  | Sphaerotholus goodwini    |
|  |                           |

|  | Alaskacephale gangloffi         |
|  |                                 |
|  | Pachycephalosaurus wyomingensis |
|  |                                 |

|  | Sphaerotholus buchholtzae |
|  |                           |
|  | Sphaerotholus goodwini    |
|  |                           |

|  | Acrotholus audeti   |
|  |                     |
|  | Prenocephale prenes |
|  |                     |

|  | Alaskacephale gangloffi         |
|  |                                 |
|  | Pachycephalosaurus wyomingensis |
|  |                                 |

|  | Sphaerotholus buchholtzae |
|  |                           |
|  | Sphaerotholus goodwini    |
|  |                           |

|  | Alaskacephale gangloffi         |
|  |                                 |
|  | Pachycephalosaurus wyomingensis |
|  |                                 |

|  | Sphaerotholus buchholtzae |
|  |                           |
|  | Sphaerotholus goodwini    |
|  |                           |

|  | Acrotholus audeti   |
|  |                     |
|  | Prenocephale prenes |
|  |                     |

|  | Alaskacephale gangloffi         |
|  |                                 |
|  | Pachycephalosaurus wyomingensis |
|  |                                 |

|  | Sphaerotholus buchholtzae |
|  |                           |
|  | Sphaerotholus goodwini    |
|  |                           |

|  | Alaskacephale gangloffi         |
|  |                                 |
|  | Pachycephalosaurus wyomingensis |
|  |                                 |

|  | Sphaerotholus buchholtzae |
|  |                           |
|  | Sphaerotholus goodwini    |
|  |                           |

|  | Acrotholus audeti   |
|  |                     |
|  | Prenocephale prenes |
|  |                     |

|  | Alaskacephale gangloffi         |
|  |                                 |
|  | Pachycephalosaurus wyomingensis |
|  |                                 |

|  | Sphaerotholus buchholtzae |
|  |                           |
|  | Sphaerotholus goodwini    |
|  |                           |

|  | Alaskacephale gangloffi         |
|  |                                 |
|  | Pachycephalosaurus wyomingensis |
|  |                                 |

|  | Sphaerotholus buchholtzae |
|  |                           |
|  | Sphaerotholus goodwini    |
|  |                           |

|  | Acrotholus audeti   |
|  |                     |
|  | Prenocephale prenes |
|  |                     |

|  | Alaskacephale gangloffi         |
|  |                                 |
|  | Pachycephalosaurus wyomingensis |
|  |                                 |

|  | Sphaerotholus buchholtzae |
|  |                           |
|  | Sphaerotholus goodwini    |
|  |                           |

|  | Alaskacephale gangloffi         |
|  |                                 |
|  | Pachycephalosaurus wyomingensis |
|  |                                 |

|  | Sphaerotholus buchholtzae |
|  |                           |
|  | Sphaerotholus goodwini    |
|  |                           |

|  | Acrotholus audeti   |
|  |                     |
|  | Prenocephale prenes |
|  |                     |

|  | Alaskacephale gangloffi         |
|  |                                 |
|  | Pachycephalosaurus wyomingensis |
|  |                                 |

|  | Sphaerotholus buchholtzae |
|  |                           |
|  | Sphaerotholus goodwini    |
|  |                           |

|  | Alaskacephale gangloffi         |
|  |                                 |
|  | Pachycephalosaurus wyomingensis |
|  |                                 |

|  | Sphaerotholus buchholtzae |
|  |                           |
|  | Sphaerotholus goodwini    |
|  |                           |

|  | Acrotholus audeti   |
|  |                     |
|  | Prenocephale prenes |
|  |                     |

|  | Alaskacephale gangloffi         |
|  |                                 |
|  | Pachycephalosaurus wyomingensis |
|  |                                 |

|  | Sphaerotholus buchholtzae |
|  |                           |
|  | Sphaerotholus goodwini    |
|  |                           |

|  | Alaskacephale gangloffi         |
|  |                                 |
|  | Pachycephalosaurus wyomingensis |
|  |                                 |

|  | Sphaerotholus buchholtzae |
|  |                           |
|  | Sphaerotholus goodwini    |
|  |                           |

|  | Acrotholus audeti   |
|  |                     |
|  | Prenocephale prenes |
|  |                     |

|  | Alaskacephale gangloffi         |
|  |                                 |
|  | Pachycephalosaurus wyomingensis |
|  |                                 |

|  | Sphaerotholus buchholtzae |
|  |                           |
|  | Sphaerotholus goodwini    |
|  |                           |

|  | Alaskacephale gangloffi         |
|  |                                 |
|  | Pachycephalosaurus wyomingensis |
|  |                                 |

|  | Sphaerotholus buchholtzae |
|  |                           |
|  | Sphaerotholus goodwini    |
|  |                           |

|  | Colepiocephale lambei    |
|  |                          |
|  | Hanssuesia sternbergi    |
|  |                          |
|  | Stegoceras novomexicanum |
|  |                          |
|  | Stegoceras validum       |
|  |                          |

|  | Acrotholus audeti   |
|  |                     |
|  | Prenocephale prenes |
|  |                     |

|  | Alaskacephale gangloffi         |
|  |                                 |
|  | Pachycephalosaurus wyomingensis |
|  |                                 |

|  | Sphaerotholus buchholtzae |
|  |                           |
|  | Sphaerotholus goodwini    |
|  |                           |

|  | Alaskacephale gangloffi         |
|  |                                 |
|  | Pachycephalosaurus wyomingensis |
|  |                                 |

|  | Sphaerotholus buchholtzae |
|  |                           |
|  | Sphaerotholus goodwini    |
|  |                           |

|  | Acrotholus audeti   |
|  |                     |
|  | Prenocephale prenes |
|  |                     |

|  | Alaskacephale gangloffi         |
|  |                                 |
|  | Pachycephalosaurus wyomingensis |
|  |                                 |

|  | Sphaerotholus buchholtzae |
|  |                           |
|  | Sphaerotholus goodwini    |
|  |                           |

|  | Alaskacephale gangloffi         |
|  |                                 |
|  | Pachycephalosaurus wyomingensis |
|  |                                 |

|  | Sphaerotholus buchholtzae |
|  |                           |
|  | Sphaerotholus goodwini    |
|  |                           |

|  | Acrotholus audeti   |
|  |                     |
|  | Prenocephale prenes |
|  |                     |

|  | Alaskacephale gangloffi         |
|  |                                 |
|  | Pachycephalosaurus wyomingensis |
|  |                                 |

|  | Sphaerotholus buchholtzae |
|  |                           |
|  | Sphaerotholus goodwini    |
|  |                           |

|  | Alaskacephale gangloffi         |
|  |                                 |
|  | Pachycephalosaurus wyomingensis |
|  |                                 |

|  | Sphaerotholus buchholtzae |
|  |                           |
|  | Sphaerotholus goodwini    |
|  |                           |

|  | Acrotholus audeti   |
|  |                     |
|  | Prenocephale prenes |
|  |                     |

|  | Alaskacephale gangloffi         |
|  |                                 |
|  | Pachycephalosaurus wyomingensis |
|  |                                 |

|  | Sphaerotholus buchholtzae |
|  |                           |
|  | Sphaerotholus goodwini    |
|  |                           |

|  | Alaskacephale gangloffi         |
|  |                                 |
|  | Pachycephalosaurus wyomingensis |
|  |                                 |

|  | Sphaerotholus buchholtzae |
|  |                           |
|  | Sphaerotholus goodwini    |
|  |                           |

|  | Acrotholus audeti   |
|  |                     |
|  | Prenocephale prenes |
|  |                     |

|  | Alaskacephale gangloffi         |
|  |                                 |
|  | Pachycephalosaurus wyomingensis |
|  |                                 |

|  | Sphaerotholus buchholtzae |
|  |                           |
|  | Sphaerotholus goodwini    |
|  |                           |

|  | Alaskacephale gangloffi         |
|  |                                 |
|  | Pachycephalosaurus wyomingensis |
|  |                                 |

|  | Sphaerotholus buchholtzae |
|  |                           |
|  | Sphaerotholus goodwini    |
|  |                           |

|  | Acrotholus audeti   |
|  |                     |
|  | Prenocephale prenes |
|  |                     |

|  | Alaskacephale gangloffi         |
|  |                                 |
|  | Pachycephalosaurus wyomingensis |
|  |                                 |

|  | Sphaerotholus buchholtzae |
|  |                           |
|  | Sphaerotholus goodwini    |
|  |                           |

|  | Alaskacephale gangloffi         |
|  |                                 |
|  | Pachycephalosaurus wyomingensis |
|  |                                 |

|  | Sphaerotholus buchholtzae |
|  |                           |
|  | Sphaerotholus goodwini    |
|  |                           |

|  | Acrotholus audeti   |
|  |                     |
|  | Prenocephale prenes |
|  |                     |

|  | Alaskacephale gangloffi         |
|  |                                 |
|  | Pachycephalosaurus wyomingensis |
|  |                                 |

|  | Sphaerotholus buchholtzae |
|  |                           |
|  | Sphaerotholus goodwini    |
|  |                           |

|  | Alaskacephale gangloffi         |
|  |                                 |
|  | Pachycephalosaurus wyomingensis |
|  |                                 |

|  | Sphaerotholus buchholtzae |
|  |                           |
|  | Sphaerotholus goodwini    |
|  |                           |

|  | Acrotholus audeti   |
|  |                     |
|  | Prenocephale prenes |
|  |                     |

|  | Alaskacephale gangloffi         |
|  |                                 |
|  | Pachycephalosaurus wyomingensis |
|  |                                 |

|  | Sphaerotholus buchholtzae |
|  |                           |
|  | Sphaerotholus goodwini    |
|  |                           |

|  | Alaskacephale gangloffi         |
|  |                                 |
|  | Pachycephalosaurus wyomingensis |
|  |                                 |

|  | Sphaerotholus buchholtzae |
|  |                           |
|  | Sphaerotholus goodwini    |
|  |                           |

|  | Acrotholus audeti   |
|  |                     |
|  | Prenocephale prenes |
|  |                     |

|  | Alaskacephale gangloffi         |
|  |                                 |
|  | Pachycephalosaurus wyomingensis |
|  |                                 |

|  | Sphaerotholus buchholtzae |
|  |                           |
|  | Sphaerotholus goodwini    |
|  |                           |

|  | Alaskacephale gangloffi         |
|  |                                 |
|  | Pachycephalosaurus wyomingensis |
|  |                                 |

|  | Sphaerotholus buchholtzae |
|  |                           |
|  | Sphaerotholus goodwini    |
|  |                           |

|  | Acrotholus audeti   |
|  |                     |
|  | Prenocephale prenes |
|  |                     |

|  | Alaskacephale gangloffi         |
|  |                                 |
|  | Pachycephalosaurus wyomingensis |
|  |                                 |

|  | Sphaerotholus buchholtzae |
|  |                           |
|  | Sphaerotholus goodwini    |
|  |                           |

|  | Alaskacephale gangloffi         |
|  |                                 |
|  | Pachycephalosaurus wyomingensis |
|  |                                 |

|  | Sphaerotholus buchholtzae |
|  |                           |
|  | Sphaerotholus goodwini    |
|  |                           |

|  | Acrotholus audeti   |
|  |                     |
|  | Prenocephale prenes |
|  |                     |

|  | Alaskacephale gangloffi         |
|  |                                 |
|  | Pachycephalosaurus wyomingensis |
|  |                                 |

|  | Sphaerotholus buchholtzae |
|  |                           |
|  | Sphaerotholus goodwini    |
|  |                           |

|  | Alaskacephale gangloffi         |
|  |                                 |
|  | Pachycephalosaurus wyomingensis |
|  |                                 |

|  | Sphaerotholus buchholtzae |
|  |                           |
|  | Sphaerotholus goodwini    |
|  |                           |

|  | Acrotholus audeti   |
|  |                     |
|  | Prenocephale prenes |
|  |                     |

|  | Alaskacephale gangloffi         |
|  |                                 |
|  | Pachycephalosaurus wyomingensis |
|  |                                 |

|  | Sphaerotholus buchholtzae |
|  |                           |
|  | Sphaerotholus goodwini    |
|  |                           |

|  | Alaskacephale gangloffi         |
|  |                                 |
|  | Pachycephalosaurus wyomingensis |
|  |                                 |

|  | Sphaerotholus buchholtzae |
|  |                           |
|  | Sphaerotholus goodwini    |
|  |                           |

|  | Acrotholus audeti   |
|  |                     |
|  | Prenocephale prenes |
|  |                     |

|  | Alaskacephale gangloffi         |
|  |                                 |
|  | Pachycephalosaurus wyomingensis |
|  |                                 |

|  | Sphaerotholus buchholtzae |
|  |                           |
|  | Sphaerotholus goodwini    |
|  |                           |

|  | Alaskacephale gangloffi         |
|  |                                 |
|  | Pachycephalosaurus wyomingensis |
|  |                                 |

|  | Sphaerotholus buchholtzae |
|  |                           |
|  | Sphaerotholus goodwini    |
|  |                           |

|  | Acrotholus audeti   |
|  |                     |
|  | Prenocephale prenes |
|  |                     |

|  | Alaskacephale gangloffi         |
|  |                                 |
|  | Pachycephalosaurus wyomingensis |
|  |                                 |

|  | Sphaerotholus buchholtzae |
|  |                           |
|  | Sphaerotholus goodwini    |
|  |                           |

|  | Alaskacephale gangloffi         |
|  |                                 |
|  | Pachycephalosaurus wyomingensis |
|  |                                 |

|  | Sphaerotholus buchholtzae |
|  |                           |
|  | Sphaerotholus goodwini    |
|  |                           |

|  | Acrotholus audeti   |
|  |                     |
|  | Prenocephale prenes |
|  |                     |

|  | Alaskacephale gangloffi         |
|  |                                 |
|  | Pachycephalosaurus wyomingensis |
|  |                                 |

|  | Sphaerotholus buchholtzae |
|  |                           |
|  | Sphaerotholus goodwini    |
|  |                           |

|  | Alaskacephale gangloffi         |
|  |                                 |
|  | Pachycephalosaurus wyomingensis |
|  |                                 |

|  | Sphaerotholus buchholtzae |
|  |                           |
|  | Sphaerotholus goodwini    |
|  |                           |

|  | Acrotholus audeti   |
|  |                     |
|  | Prenocephale prenes |
|  |                     |

|  | Alaskacephale gangloffi         |
|  |                                 |
|  | Pachycephalosaurus wyomingensis |
|  |                                 |

|  | Sphaerotholus buchholtzae |
|  |                           |
|  | Sphaerotholus goodwini    |
|  |                           |

|  | Alaskacephale gangloffi         |
|  |                                 |
|  | Pachycephalosaurus wyomingensis |
|  |                                 |

|  | Sphaerotholus buchholtzae |
|  |                           |
|  | Sphaerotholus goodwini    |
|  |                           |

|  | Acrotholus audeti   |
|  |                     |
|  | Prenocephale prenes |
|  |                     |

|  | Alaskacephale gangloffi         |
|  |                                 |
|  | Pachycephalosaurus wyomingensis |
|  |                                 |

|  | Sphaerotholus buchholtzae |
|  |                           |
|  | Sphaerotholus goodwini    |
|  |                           |

|  | Alaskacephale gangloffi         |
|  |                                 |
|  | Pachycephalosaurus wyomingensis |
|  |                                 |

|  | Sphaerotholus buchholtzae |
|  |                           |
|  | Sphaerotholus goodwini    |
|  |                           |

|  | Acrotholus audeti   |
|  |                     |
|  | Prenocephale prenes |
|  |                     |

|  | Alaskacephale gangloffi         |
|  |                                 |
|  | Pachycephalosaurus wyomingensis |
|  |                                 |

|  | Sphaerotholus buchholtzae |
|  |                           |
|  | Sphaerotholus goodwini    |
|  |                           |

|  | Alaskacephale gangloffi         |
|  |                                 |
|  | Pachycephalosaurus wyomingensis |
|  |                                 |

|  | Sphaerotholus buchholtzae |
|  |                           |
|  | Sphaerotholus goodwini    |
|  |                           |

|  | Acrotholus audeti   |
|  |                     |
|  | Prenocephale prenes |
|  |                     |

|  | Alaskacephale gangloffi         |
|  |                                 |
|  | Pachycephalosaurus wyomingensis |
|  |                                 |

|  | Sphaerotholus buchholtzae |
|  |                           |
|  | Sphaerotholus goodwini    |
|  |                           |

|  | Alaskacephale gangloffi         |
|  |                                 |
|  | Pachycephalosaurus wyomingensis |
|  |                                 |

|  | Sphaerotholus buchholtzae |
|  |                           |
|  | Sphaerotholus goodwini    |
|  |                           |

|  | Acrotholus audeti   |
|  |                     |
|  | Prenocephale prenes |
|  |                     |

|  | Alaskacephale gangloffi         |
|  |                                 |
|  | Pachycephalosaurus wyomingensis |
|  |                                 |

|  | Sphaerotholus buchholtzae |
|  |                           |
|  | Sphaerotholus goodwini    |
|  |                           |

|  | Alaskacephale gangloffi         |
|  |                                 |
|  | Pachycephalosaurus wyomingensis |
|  |                                 |

|  | Sphaerotholus buchholtzae |
|  |                           |
|  | Sphaerotholus goodwini    |
|  |                           |

|  | Acrotholus audeti   |
|  |                     |
|  | Prenocephale prenes |
|  |                     |

|  | Alaskacephale gangloffi         |
|  |                                 |
|  | Pachycephalosaurus wyomingensis |
|  |                                 |

|  | Sphaerotholus buchholtzae |
|  |                           |
|  | Sphaerotholus goodwini    |
|  |                           |

|  | Alaskacephale gangloffi         |
|  |                                 |
|  | Pachycephalosaurus wyomingensis |
|  |                                 |

|  | Sphaerotholus buchholtzae |
|  |                           |
|  | Sphaerotholus goodwini    |
|  |                           |

|  | Acrotholus audeti   |
|  |                     |
|  | Prenocephale prenes |
|  |                     |

|  | Alaskacephale gangloffi         |
|  |                                 |
|  | Pachycephalosaurus wyomingensis |
|  |                                 |

|  | Sphaerotholus buchholtzae |
|  |                           |
|  | Sphaerotholus goodwini    |
|  |                           |

|  | Alaskacephale gangloffi         |
|  |                                 |
|  | Pachycephalosaurus wyomingensis |
|  |                                 |

|  | Sphaerotholus buchholtzae |
|  |                           |
|  | Sphaerotholus goodwini    |
|  |                           |

|  | Acrotholus audeti   |
|  |                     |
|  | Prenocephale prenes |
|  |                     |

|  | Alaskacephale gangloffi         |
|  |                                 |
|  | Pachycephalosaurus wyomingensis |
|  |                                 |

|  | Sphaerotholus buchholtzae |
|  |                           |
|  | Sphaerotholus goodwini    |
|  |                           |

|  | Alaskacephale gangloffi         |
|  |                                 |
|  | Pachycephalosaurus wyomingensis |
|  |                                 |

|  | Sphaerotholus buchholtzae |
|  |                           |
|  | Sphaerotholus goodwini    |
|  |                           |

|  | Acrotholus audeti   |
|  |                     |
|  | Prenocephale prenes |
|  |                     |

|  | Alaskacephale gangloffi         |
|  |                                 |
|  | Pachycephalosaurus wyomingensis |
|  |                                 |

|  | Sphaerotholus buchholtzae |
|  |                           |
|  | Sphaerotholus goodwini    |
|  |                           |

|  | Alaskacephale gangloffi         |
|  |                                 |
|  | Pachycephalosaurus wyomingensis |
|  |                                 |

|  | Sphaerotholus buchholtzae |
|  |                           |
|  | Sphaerotholus goodwini    |
|  |                           |

|  | Acrotholus audeti   |
|  |                     |
|  | Prenocephale prenes |
|  |                     |

|  | Alaskacephale gangloffi         |
|  |                                 |
|  | Pachycephalosaurus wyomingensis |
|  |                                 |

|  | Sphaerotholus buchholtzae |
|  |                           |
|  | Sphaerotholus goodwini    |
|  |                           |

|  | Alaskacephale gangloffi         |
|  |                                 |
|  | Pachycephalosaurus wyomingensis |
|  |                                 |

|  | Sphaerotholus buchholtzae |
|  |                           |
|  | Sphaerotholus goodwini    |
|  |                           |

|  | Acrotholus audeti   |
|  |                     |
|  | Prenocephale prenes |
|  |                     |

|  | Alaskacephale gangloffi         |
|  |                                 |
|  | Pachycephalosaurus wyomingensis |
|  |                                 |

|  | Sphaerotholus buchholtzae |
|  |                           |
|  | Sphaerotholus goodwini    |
|  |                           |

|  | Alaskacephale gangloffi         |
|  |                                 |
|  | Pachycephalosaurus wyomingensis |
|  |                                 |

|  | Sphaerotholus buchholtzae |
|  |                           |
|  | Sphaerotholus goodwini    |
|  |                           |

|  | Acrotholus audeti   |
|  |                     |
|  | Prenocephale prenes |
|  |                     |

|  | Alaskacephale gangloffi         |
|  |                                 |
|  | Pachycephalosaurus wyomingensis |
|  |                                 |

|  | Sphaerotholus buchholtzae |
|  |                           |
|  | Sphaerotholus goodwini    |
|  |                           |

|  | Alaskacephale gangloffi         |
|  |                                 |
|  | Pachycephalosaurus wyomingensis |
|  |                                 |

|  | Sphaerotholus buchholtzae |
|  |                           |
|  | Sphaerotholus goodwini    |
|  |                           |

|  | Acrotholus audeti   |
|  |                     |
|  | Prenocephale prenes |
|  |                     |

|  | Alaskacephale gangloffi         |
|  |                                 |
|  | Pachycephalosaurus wyomingensis |
|  |                                 |

|  | Sphaerotholus buchholtzae |
|  |                           |
|  | Sphaerotholus goodwini    |
|  |                           |

|  | Alaskacephale gangloffi         |
|  |                                 |
|  | Pachycephalosaurus wyomingensis |
|  |                                 |

|  | Sphaerotholus buchholtzae |
|  |                           |
|  | Sphaerotholus goodwini    |
|  |                           |

|  | Acrotholus audeti   |
|  |                     |
|  | Prenocephale prenes |
|  |                     |

|  | Alaskacephale gangloffi         |
|  |                                 |
|  | Pachycephalosaurus wyomingensis |
|  |                                 |

|  | Sphaerotholus buchholtzae |
|  |                           |
|  | Sphaerotholus goodwini    |
|  |                           |

|  | Alaskacephale gangloffi         |
|  |                                 |
|  | Pachycephalosaurus wyomingensis |
|  |                                 |

|  | Sphaerotholus buchholtzae |
|  |                           |
|  | Sphaerotholus goodwini    |
|  |                           |

|  | Acrotholus audeti   |
|  |                     |
|  | Prenocephale prenes |
|  |                     |

|  | Alaskacephale gangloffi         |
|  |                                 |
|  | Pachycephalosaurus wyomingensis |
|  |                                 |

|  | Sphaerotholus buchholtzae |
|  |                           |
|  | Sphaerotholus goodwini    |
|  |                           |

|  | Alaskacephale gangloffi         |
|  |                                 |
|  | Pachycephalosaurus wyomingensis |
|  |                                 |

|  | Sphaerotholus buchholtzae |
|  |                           |
|  | Sphaerotholus goodwini    |
|  |                           |

|  | Acrotholus audeti   |
|  |                     |
|  | Prenocephale prenes |
|  |                     |

|  | Alaskacephale gangloffi         |
|  |                                 |
|  | Pachycephalosaurus wyomingensis |
|  |                                 |

|  | Sphaerotholus buchholtzae |
|  |                           |
|  | Sphaerotholus goodwini    |
|  |                           |

|  | Alaskacephale gangloffi         |
|  |                                 |
|  | Pachycephalosaurus wyomingensis |
|  |                                 |

|  | Sphaerotholus buchholtzae |
|  |                           |
|  | Sphaerotholus goodwini    |
|  |                           |

|  | Acrotholus audeti   |
|  |                     |
|  | Prenocephale prenes |
|  |                     |

|  | Alaskacephale gangloffi         |
|  |                                 |
|  | Pachycephalosaurus wyomingensis |
|  |                                 |

|  | Sphaerotholus buchholtzae |
|  |                           |
|  | Sphaerotholus goodwini    |
|  |                           |

|  | Alaskacephale gangloffi         |
|  |                                 |
|  | Pachycephalosaurus wyomingensis |
|  |                                 |

|  | Sphaerotholus buchholtzae |
|  |                           |
|  | Sphaerotholus goodwini    |
|  |                           |

|  | Acrotholus audeti   |
|  |                     |
|  | Prenocephale prenes |
|  |                     |

|  | Alaskacephale gangloffi         |
|  |                                 |
|  | Pachycephalosaurus wyomingensis |
|  |                                 |

|  | Sphaerotholus buchholtzae |
|  |                           |
|  | Sphaerotholus goodwini    |
|  |                           |

|  | Alaskacephale gangloffi         |
|  |                                 |
|  | Pachycephalosaurus wyomingensis |
|  |                                 |

|  | Sphaerotholus buchholtzae |
|  |                           |
|  | Sphaerotholus goodwini    |
|  |                           |

|  | Acrotholus audeti   |
|  |                     |
|  | Prenocephale prenes |
|  |                     |

|  | Alaskacephale gangloffi         |
|  |                                 |
|  | Pachycephalosaurus wyomingensis |
|  |                                 |

|  | Sphaerotholus buchholtzae |
|  |                           |
|  | Sphaerotholus goodwini    |
|  |                           |

|  | Alaskacephale gangloffi         |
|  |                                 |
|  | Pachycephalosaurus wyomingensis |
|  |                                 |

|  | Sphaerotholus buchholtzae |
|  |                           |
|  | Sphaerotholus goodwini    |
|  |                           |

|  | Acrotholus audeti   |
|  |                     |
|  | Prenocephale prenes |
|  |                     |

|  | Alaskacephale gangloffi         |
|  |                                 |
|  | Pachycephalosaurus wyomingensis |
|  |                                 |

|  | Sphaerotholus buchholtzae |
|  |                           |
|  | Sphaerotholus goodwini    |
|  |                           |

|  | Alaskacephale gangloffi         |
|  |                                 |
|  | Pachycephalosaurus wyomingensis |
|  |                                 |

|  | Sphaerotholus buchholtzae |
|  |                           |
|  | Sphaerotholus goodwini    |
|  |                           |

|  | Acrotholus audeti   |
|  |                     |
|  | Prenocephale prenes |
|  |                     |

|  | Alaskacephale gangloffi         |
|  |                                 |
|  | Pachycephalosaurus wyomingensis |
|  |                                 |

|  | Sphaerotholus buchholtzae |
|  |                           |
|  | Sphaerotholus goodwini    |
|  |                           |

|  | Alaskacephale gangloffi         |
|  |                                 |
|  | Pachycephalosaurus wyomingensis |
|  |                                 |

|  | Sphaerotholus buchholtzae |
|  |                           |
|  | Sphaerotholus goodwini    |
|  |                           |

|  | Acrotholus audeti   |
|  |                     |
|  | Prenocephale prenes |
|  |                     |

|  | Alaskacephale gangloffi         |
|  |                                 |
|  | Pachycephalosaurus wyomingensis |
|  |                                 |

|  | Sphaerotholus buchholtzae |
|  |                           |
|  | Sphaerotholus goodwini    |
|  |                           |

|  | Alaskacephale gangloffi         |
|  |                                 |
|  | Pachycephalosaurus wyomingensis |
|  |                                 |

|  | Sphaerotholus buchholtzae |
|  |                           |
|  | Sphaerotholus goodwini    |
|  |                           |

|  | Acrotholus audeti   |
|  |                     |
|  | Prenocephale prenes |
|  |                     |

|  | Alaskacephale gangloffi         |
|  |                                 |
|  | Pachycephalosaurus wyomingensis |
|  |                                 |

|  | Sphaerotholus buchholtzae |
|  |                           |
|  | Sphaerotholus goodwini    |
|  |                           |

|  | Alaskacephale gangloffi         |
|  |                                 |
|  | Pachycephalosaurus wyomingensis |
|  |                                 |

|  | Sphaerotholus buchholtzae |
|  |                           |
|  | Sphaerotholus goodwini    |
|  |                           |

|  | Acrotholus audeti   |
|  |                     |
|  | Prenocephale prenes |
|  |                     |

|  | Alaskacephale gangloffi         |
|  |                                 |
|  | Pachycephalosaurus wyomingensis |
|  |                                 |

|  | Sphaerotholus buchholtzae |
|  |                           |
|  | Sphaerotholus goodwini    |
|  |                           |

|  | Alaskacephale gangloffi         |
|  |                                 |
|  | Pachycephalosaurus wyomingensis |
|  |                                 |

|  | Sphaerotholus buchholtzae |
|  |                           |
|  | Sphaerotholus goodwini    |
|  |                           |

|  | Acrotholus audeti   |
|  |                     |
|  | Prenocephale prenes |
|  |                     |

|  | Alaskacephale gangloffi         |
|  |                                 |
|  | Pachycephalosaurus wyomingensis |
|  |                                 |

|  | Sphaerotholus buchholtzae |
|  |                           |
|  | Sphaerotholus goodwini    |
|  |                           |

|  | Alaskacephale gangloffi         |
|  |                                 |
|  | Pachycephalosaurus wyomingensis |
|  |                                 |

|  | Sphaerotholus buchholtzae |
|  |                           |
|  | Sphaerotholus goodwini    |
|  |                           |

|  | Acrotholus audeti   |
|  |                     |
|  | Prenocephale prenes |
|  |                     |

|  | Alaskacephale gangloffi         |
|  |                                 |
|  | Pachycephalosaurus wyomingensis |
|  |                                 |

|  | Sphaerotholus buchholtzae |
|  |                           |
|  | Sphaerotholus goodwini    |
|  |                           |

|  | Alaskacephale gangloffi         |
|  |                                 |
|  | Pachycephalosaurus wyomingensis |
|  |                                 |

|  | Sphaerotholus buchholtzae |
|  |                           |
|  | Sphaerotholus goodwini    |
|  |                           |

|  | Acrotholus audeti   |
|  |                     |
|  | Prenocephale prenes |
|  |                     |

|  | Alaskacephale gangloffi         |
|  |                                 |
|  | Pachycephalosaurus wyomingensis |
|  |                                 |

|  | Sphaerotholus buchholtzae |
|  |                           |
|  | Sphaerotholus goodwini    |
|  |                           |

|  | Alaskacephale gangloffi         |
|  |                                 |
|  | Pachycephalosaurus wyomingensis |
|  |                                 |

|  | Sphaerotholus buchholtzae |
|  |                           |
|  | Sphaerotholus goodwini    |
|  |                           |

|  | Acrotholus audeti   |
|  |                     |
|  | Prenocephale prenes |
|  |                     |

|  | Alaskacephale gangloffi         |
|  |                                 |
|  | Pachycephalosaurus wyomingensis |
|  |                                 |

|  | Sphaerotholus buchholtzae |
|  |                           |
|  | Sphaerotholus goodwini    |
|  |                           |

|  | Alaskacephale gangloffi         |
|  |                                 |
|  | Pachycephalosaurus wyomingensis |
|  |                                 |

|  | Sphaerotholus buchholtzae |
|  |                           |
|  | Sphaerotholus goodwini    |
|  |                           |

|  | Acrotholus audeti   |
|  |                     |
|  | Prenocephale prenes |
|  |                     |

|  | Alaskacephale gangloffi         |
|  |                                 |
|  | Pachycephalosaurus wyomingensis |
|  |                                 |

|  | Sphaerotholus buchholtzae |
|  |                           |
|  | Sphaerotholus goodwini    |
|  |                           |

|  | Alaskacephale gangloffi         |
|  |                                 |
|  | Pachycephalosaurus wyomingensis |
|  |                                 |

|  | Sphaerotholus buchholtzae |
|  |                           |
|  | Sphaerotholus goodwini    |
|  |                           |

|  | Acrotholus audeti   |
|  |                     |
|  | Prenocephale prenes |
|  |                     |

|  | Alaskacephale gangloffi         |
|  |                                 |
|  | Pachycephalosaurus wyomingensis |
|  |                                 |

|  | Sphaerotholus buchholtzae |
|  |                           |
|  | Sphaerotholus goodwini    |
|  |                           |

|  | Alaskacephale gangloffi         |
|  |                                 |
|  | Pachycephalosaurus wyomingensis |
|  |                                 |

|  | Sphaerotholus buchholtzae |
|  |                           |
|  | Sphaerotholus goodwini    |
|  |                           |

|  | Acrotholus audeti   |
|  |                     |
|  | Prenocephale prenes |
|  |                     |

|  | Alaskacephale gangloffi         |
|  |                                 |
|  | Pachycephalosaurus wyomingensis |
|  |                                 |

|  | Sphaerotholus buchholtzae |
|  |                           |
|  | Sphaerotholus goodwini    |
|  |                           |

|  | Alaskacephale gangloffi         |
|  |                                 |
|  | Pachycephalosaurus wyomingensis |
|  |                                 |

|  | Sphaerotholus buchholtzae |
|  |                           |
|  | Sphaerotholus goodwini    |
|  |                           |

|  | Acrotholus audeti   |
|  |                     |
|  | Prenocephale prenes |
|  |                     |

|  | Alaskacephale gangloffi         |
|  |                                 |
|  | Pachycephalosaurus wyomingensis |
|  |                                 |

|  | Sphaerotholus buchholtzae |
|  |                           |
|  | Sphaerotholus goodwini    |
|  |                           |

|  | Alaskacephale gangloffi         |
|  |                                 |
|  | Pachycephalosaurus wyomingensis |
|  |                                 |

|  | Sphaerotholus buchholtzae |
|  |                           |
|  | Sphaerotholus goodwini    |
|  |                           |

|  | Acrotholus audeti   |
|  |                     |
|  | Prenocephale prenes |
|  |                     |

|  | Alaskacephale gangloffi         |
|  |                                 |
|  | Pachycephalosaurus wyomingensis |
|  |                                 |

|  | Sphaerotholus buchholtzae |
|  |                           |
|  | Sphaerotholus goodwini    |
|  |                           |

|  | Alaskacephale gangloffi         |
|  |                                 |
|  | Pachycephalosaurus wyomingensis |
|  |                                 |

|  | Sphaerotholus buchholtzae |
|  |                           |
|  | Sphaerotholus goodwini    |
|  |                           |

|  | Acrotholus audeti   |
|  |                     |
|  | Prenocephale prenes |
|  |                     |

|  | Alaskacephale gangloffi         |
|  |                                 |
|  | Pachycephalosaurus wyomingensis |
|  |                                 |

|  | Sphaerotholus buchholtzae |
|  |                           |
|  | Sphaerotholus goodwini    |
|  |                           |

|  | Alaskacephale gangloffi         |
|  |                                 |
|  | Pachycephalosaurus wyomingensis |
|  |                                 |

|  | Sphaerotholus buchholtzae |
|  |                           |
|  | Sphaerotholus goodwini    |
|  |                           |

|  | Acrotholus audeti   |
|  |                     |
|  | Prenocephale prenes |
|  |                     |

|  | Alaskacephale gangloffi         |
|  |                                 |
|  | Pachycephalosaurus wyomingensis |
|  |                                 |

|  | Sphaerotholus buchholtzae |
|  |                           |
|  | Sphaerotholus goodwini    |
|  |                           |

|  | Alaskacephale gangloffi         |
|  |                                 |
|  | Pachycephalosaurus wyomingensis |
|  |                                 |

|  | Sphaerotholus buchholtzae |
|  |                           |
|  | Sphaerotholus goodwini    |
|  |                           |

|  | Acrotholus audeti   |
|  |                     |
|  | Prenocephale prenes |
|  |                     |

|  | Alaskacephale gangloffi         |
|  |                                 |
|  | Pachycephalosaurus wyomingensis |
|  |                                 |

|  | Sphaerotholus buchholtzae |
|  |                           |
|  | Sphaerotholus goodwini    |
|  |                           |

|  | Alaskacephale gangloffi         |
|  |                                 |
|  | Pachycephalosaurus wyomingensis |
|  |                                 |

|  | Sphaerotholus buchholtzae |
|  |                           |
|  | Sphaerotholus goodwini    |
|  |                           |

|  | Acrotholus audeti   |
|  |                     |
|  | Prenocephale prenes |
|  |                     |

|  | Alaskacephale gangloffi         |
|  |                                 |
|  | Pachycephalosaurus wyomingensis |
|  |                                 |

|  | Sphaerotholus buchholtzae |
|  |                           |
|  | Sphaerotholus goodwini    |
|  |                           |

|  | Alaskacephale gangloffi         |
|  |                                 |
|  | Pachycephalosaurus wyomingensis |
|  |                                 |

|  | Sphaerotholus buchholtzae |
|  |                           |
|  | Sphaerotholus goodwini    |
|  |                           |

|  | Acrotholus audeti   |
|  |                     |
|  | Prenocephale prenes |
|  |                     |

|  | Alaskacephale gangloffi         |
|  |                                 |
|  | Pachycephalosaurus wyomingensis |
|  |                                 |

|  | Sphaerotholus buchholtzae |
|  |                           |
|  | Sphaerotholus goodwini    |
|  |                           |

|  | Alaskacephale gangloffi         |
|  |                                 |
|  | Pachycephalosaurus wyomingensis |
|  |                                 |

|  | Sphaerotholus buchholtzae |
|  |                           |
|  | Sphaerotholus goodwini    |
|  |                           |

|  | Acrotholus audeti   |
|  |                     |
|  | Prenocephale prenes |
|  |                     |

|  | Alaskacephale gangloffi         |
|  |                                 |
|  | Pachycephalosaurus wyomingensis |
|  |                                 |

|  | Sphaerotholus buchholtzae |
|  |                           |
|  | Sphaerotholus goodwini    |
|  |                           |

|  | Alaskacephale gangloffi         |
|  |                                 |
|  | Pachycephalosaurus wyomingensis |
|  |                                 |

|  | Sphaerotholus buchholtzae |
|  |                           |
|  | Sphaerotholus goodwini    |
|  |                           |

|  | Acrotholus audeti   |
|  |                     |
|  | Prenocephale prenes |
|  |                     |

|  | Alaskacephale gangloffi         |
|  |                                 |
|  | Pachycephalosaurus wyomingensis |
|  |                                 |

|  | Sphaerotholus buchholtzae |
|  |                           |
|  | Sphaerotholus goodwini    |
|  |                           |

|  | Alaskacephale gangloffi         |
|  |                                 |
|  | Pachycephalosaurus wyomingensis |
|  |                                 |

|  | Sphaerotholus buchholtzae |
|  |                           |
|  | Sphaerotholus goodwini    |
|  |                           |

|  | Acrotholus audeti   |
|  |                     |
|  | Prenocephale prenes |
|  |                     |

|  | Alaskacephale gangloffi         |
|  |                                 |
|  | Pachycephalosaurus wyomingensis |
|  |                                 |

|  | Sphaerotholus buchholtzae |
|  |                           |
|  | Sphaerotholus goodwini    |
|  |                           |

|  | Alaskacephale gangloffi         |
|  |                                 |
|  | Pachycephalosaurus wyomingensis |
|  |                                 |

|  | Sphaerotholus buchholtzae |
|  |                           |
|  | Sphaerotholus goodwini    |
|  |                           |

|  | Acrotholus audeti   |
|  |                     |
|  | Prenocephale prenes |
|  |                     |

|  | Alaskacephale gangloffi         |
|  |                                 |
|  | Pachycephalosaurus wyomingensis |
|  |                                 |

|  | Sphaerotholus buchholtzae |
|  |                           |
|  | Sphaerotholus goodwini    |
|  |                           |

|  | Alaskacephale gangloffi         |
|  |                                 |
|  | Pachycephalosaurus wyomingensis |
|  |                                 |

|  | Sphaerotholus buchholtzae |
|  |                           |
|  | Sphaerotholus goodwini    |
|  |                           |

|  | Acrotholus audeti   |
|  |                     |
|  | Prenocephale prenes |
|  |                     |

|  | Alaskacephale gangloffi         |
|  |                                 |
|  | Pachycephalosaurus wyomingensis |
|  |                                 |

|  | Sphaerotholus buchholtzae |
|  |                           |
|  | Sphaerotholus goodwini    |
|  |                           |

|  | Alaskacephale gangloffi         |
|  |                                 |
|  | Pachycephalosaurus wyomingensis |
|  |                                 |

|  | Sphaerotholus buchholtzae |
|  |                           |
|  | Sphaerotholus goodwini    |
|  |                           |

|  | Acrotholus audeti   |
|  |                     |
|  | Prenocephale prenes |
|  |                     |

|  | Alaskacephale gangloffi         |
|  |                                 |
|  | Pachycephalosaurus wyomingensis |
|  |                                 |

|  | Sphaerotholus buchholtzae |
|  |                           |
|  | Sphaerotholus goodwini    |
|  |                           |

|  | Alaskacephale gangloffi         |
|  |                                 |
|  | Pachycephalosaurus wyomingensis |
|  |                                 |

|  | Sphaerotholus buchholtzae |
|  |                           |
|  | Sphaerotholus goodwini    |
|  |                           |

|  | Acrotholus audeti   |
|  |                     |
|  | Prenocephale prenes |
|  |                     |

|  | Alaskacephale gangloffi         |
|  |                                 |
|  | Pachycephalosaurus wyomingensis |
|  |                                 |

|  | Sphaerotholus buchholtzae |
|  |                           |
|  | Sphaerotholus goodwini    |
|  |                           |

|  | Alaskacephale gangloffi         |
|  |                                 |
|  | Pachycephalosaurus wyomingensis |
|  |                                 |

|  | Sphaerotholus buchholtzae |
|  |                           |
|  | Sphaerotholus goodwini    |
|  |                           |

|  | Acrotholus audeti   |
|  |                     |
|  | Prenocephale prenes |
|  |                     |

|  | Alaskacephale gangloffi         |
|  |                                 |
|  | Pachycephalosaurus wyomingensis |
|  |                                 |

|  | Sphaerotholus buchholtzae |
|  |                           |
|  | Sphaerotholus goodwini    |
|  |                           |

|  | Alaskacephale gangloffi         |
|  |                                 |
|  | Pachycephalosaurus wyomingensis |
|  |                                 |

|  | Sphaerotholus buchholtzae |
|  |                           |
|  | Sphaerotholus goodwini    |
|  |                           |

|  | Acrotholus audeti   |
|  |                     |
|  | Prenocephale prenes |
|  |                     |

|  | Alaskacephale gangloffi         |
|  |                                 |
|  | Pachycephalosaurus wyomingensis |
|  |                                 |

|  | Sphaerotholus buchholtzae |
|  |                           |
|  | Sphaerotholus goodwini    |
|  |                           |

|  | Alaskacephale gangloffi         |
|  |                                 |
|  | Pachycephalosaurus wyomingensis |
|  |                                 |

|  | Sphaerotholus buchholtzae |
|  |                           |
|  | Sphaerotholus goodwini    |
|  |                           |

|  | Acrotholus audeti   |
|  |                     |
|  | Prenocephale prenes |
|  |                     |

|  | Alaskacephale gangloffi         |
|  |                                 |
|  | Pachycephalosaurus wyomingensis |
|  |                                 |

|  | Sphaerotholus buchholtzae |
|  |                           |
|  | Sphaerotholus goodwini    |
|  |                           |

|  | Alaskacephale gangloffi         |
|  |                                 |
|  | Pachycephalosaurus wyomingensis |
|  |                                 |

|  | Sphaerotholus buchholtzae |
|  |                           |
|  | Sphaerotholus goodwini    |
|  |                           |

|  | Acrotholus audeti   |
|  |                     |
|  | Prenocephale prenes |
|  |                     |

|  | Alaskacephale gangloffi         |
|  |                                 |
|  | Pachycephalosaurus wyomingensis |
|  |                                 |

|  | Sphaerotholus buchholtzae |
|  |                           |
|  | Sphaerotholus goodwini    |
|  |                           |

|  | Alaskacephale gangloffi         |
|  |                                 |
|  | Pachycephalosaurus wyomingensis |
|  |                                 |

|  | Sphaerotholus buchholtzae |
|  |                           |
|  | Sphaerotholus goodwini    |
|  |                           |

|  | Colepiocephale lambei    |
|  |                          |
|  | Hanssuesia sternbergi    |
|  |                          |
|  | Stegoceras novomexicanum |
|  |                          |
|  | Stegoceras validum       |
|  |                          |

|  | Acrotholus audeti   |
|  |                     |
|  | Prenocephale prenes |
|  |                     |

|  | Alaskacephale gangloffi         |
|  |                                 |
|  | Pachycephalosaurus wyomingensis |
|  |                                 |

|  | Sphaerotholus buchholtzae |
|  |                           |
|  | Sphaerotholus goodwini    |
|  |                           |

|  | Alaskacephale gangloffi         |
|  |                                 |
|  | Pachycephalosaurus wyomingensis |
|  |                                 |

|  | Sphaerotholus buchholtzae |
|  |                           |
|  | Sphaerotholus goodwini    |
|  |                           |

|  | Acrotholus audeti   |
|  |                     |
|  | Prenocephale prenes |
|  |                     |

|  | Alaskacephale gangloffi         |
|  |                                 |
|  | Pachycephalosaurus wyomingensis |
|  |                                 |

|  | Sphaerotholus buchholtzae |
|  |                           |
|  | Sphaerotholus goodwini    |
|  |                           |

|  | Alaskacephale gangloffi         |
|  |                                 |
|  | Pachycephalosaurus wyomingensis |
|  |                                 |

|  | Sphaerotholus buchholtzae |
|  |                           |
|  | Sphaerotholus goodwini    |
|  |                           |

|  | Acrotholus audeti   |
|  |                     |
|  | Prenocephale prenes |
|  |                     |

|  | Alaskacephale gangloffi         |
|  |                                 |
|  | Pachycephalosaurus wyomingensis |
|  |                                 |

|  | Sphaerotholus buchholtzae |
|  |                           |
|  | Sphaerotholus goodwini    |
|  |                           |

|  | Alaskacephale gangloffi         |
|  |                                 |
|  | Pachycephalosaurus wyomingensis |
|  |                                 |

|  | Sphaerotholus buchholtzae |
|  |                           |
|  | Sphaerotholus goodwini    |
|  |                           |

|  | Acrotholus audeti   |
|  |                     |
|  | Prenocephale prenes |
|  |                     |

|  | Alaskacephale gangloffi         |
|  |                                 |
|  | Pachycephalosaurus wyomingensis |
|  |                                 |

|  | Sphaerotholus buchholtzae |
|  |                           |
|  | Sphaerotholus goodwini    |
|  |                           |

|  | Alaskacephale gangloffi         |
|  |                                 |
|  | Pachycephalosaurus wyomingensis |
|  |                                 |

|  | Sphaerotholus buchholtzae |
|  |                           |
|  | Sphaerotholus goodwini    |
|  |                           |

|  | Acrotholus audeti   |
|  |                     |
|  | Prenocephale prenes |
|  |                     |

|  | Alaskacephale gangloffi         |
|  |                                 |
|  | Pachycephalosaurus wyomingensis |
|  |                                 |

|  | Sphaerotholus buchholtzae |
|  |                           |
|  | Sphaerotholus goodwini    |
|  |                           |

|  | Alaskacephale gangloffi         |
|  |                                 |
|  | Pachycephalosaurus wyomingensis |
|  |                                 |

|  | Sphaerotholus buchholtzae |
|  |                           |
|  | Sphaerotholus goodwini    |
|  |                           |

|  | Acrotholus audeti   |
|  |                     |
|  | Prenocephale prenes |
|  |                     |

|  | Alaskacephale gangloffi         |
|  |                                 |
|  | Pachycephalosaurus wyomingensis |
|  |                                 |

|  | Sphaerotholus buchholtzae |
|  |                           |
|  | Sphaerotholus goodwini    |
|  |                           |

|  | Alaskacephale gangloffi         |
|  |                                 |
|  | Pachycephalosaurus wyomingensis |
|  |                                 |

|  | Sphaerotholus buchholtzae |
|  |                           |
|  | Sphaerotholus goodwini    |
|  |                           |

|  | Acrotholus audeti   |
|  |                     |
|  | Prenocephale prenes |
|  |                     |

|  | Alaskacephale gangloffi         |
|  |                                 |
|  | Pachycephalosaurus wyomingensis |
|  |                                 |

|  | Sphaerotholus buchholtzae |
|  |                           |
|  | Sphaerotholus goodwini    |
|  |                           |

|  | Alaskacephale gangloffi         |
|  |                                 |
|  | Pachycephalosaurus wyomingensis |
|  |                                 |

|  | Sphaerotholus buchholtzae |
|  |                           |
|  | Sphaerotholus goodwini    |
|  |                           |

|  | Acrotholus audeti   |
|  |                     |
|  | Prenocephale prenes |
|  |                     |

|  | Alaskacephale gangloffi         |
|  |                                 |
|  | Pachycephalosaurus wyomingensis |
|  |                                 |

|  | Sphaerotholus buchholtzae |
|  |                           |
|  | Sphaerotholus goodwini    |
|  |                           |

|  | Alaskacephale gangloffi         |
|  |                                 |
|  | Pachycephalosaurus wyomingensis |
|  |                                 |

|  | Sphaerotholus buchholtzae |
|  |                           |
|  | Sphaerotholus goodwini    |
|  |                           |

|  | Acrotholus audeti   |
|  |                     |
|  | Prenocephale prenes |
|  |                     |

|  | Alaskacephale gangloffi         |
|  |                                 |
|  | Pachycephalosaurus wyomingensis |
|  |                                 |

|  | Sphaerotholus buchholtzae |
|  |                           |
|  | Sphaerotholus goodwini    |
|  |                           |

|  | Alaskacephale gangloffi         |
|  |                                 |
|  | Pachycephalosaurus wyomingensis |
|  |                                 |

|  | Sphaerotholus buchholtzae |
|  |                           |
|  | Sphaerotholus goodwini    |
|  |                           |

|  | Acrotholus audeti   |
|  |                     |
|  | Prenocephale prenes |
|  |                     |

|  | Alaskacephale gangloffi         |
|  |                                 |
|  | Pachycephalosaurus wyomingensis |
|  |                                 |

|  | Sphaerotholus buchholtzae |
|  |                           |
|  | Sphaerotholus goodwini    |
|  |                           |

|  | Alaskacephale gangloffi         |
|  |                                 |
|  | Pachycephalosaurus wyomingensis |
|  |                                 |

|  | Sphaerotholus buchholtzae |
|  |                           |
|  | Sphaerotholus goodwini    |
|  |                           |

|  | Acrotholus audeti   |
|  |                     |
|  | Prenocephale prenes |
|  |                     |

|  | Alaskacephale gangloffi         |
|  |                                 |
|  | Pachycephalosaurus wyomingensis |
|  |                                 |

|  | Sphaerotholus buchholtzae |
|  |                           |
|  | Sphaerotholus goodwini    |
|  |                           |

|  | Alaskacephale gangloffi         |
|  |                                 |
|  | Pachycephalosaurus wyomingensis |
|  |                                 |

|  | Sphaerotholus buchholtzae |
|  |                           |
|  | Sphaerotholus goodwini    |
|  |                           |

|  | Acrotholus audeti   |
|  |                     |
|  | Prenocephale prenes |
|  |                     |

|  | Alaskacephale gangloffi         |
|  |                                 |
|  | Pachycephalosaurus wyomingensis |
|  |                                 |

|  | Sphaerotholus buchholtzae |
|  |                           |
|  | Sphaerotholus goodwini    |
|  |                           |

|  | Alaskacephale gangloffi         |
|  |                                 |
|  | Pachycephalosaurus wyomingensis |
|  |                                 |

|  | Sphaerotholus buchholtzae |
|  |                           |
|  | Sphaerotholus goodwini    |
|  |                           |

|  | Acrotholus audeti   |
|  |                     |
|  | Prenocephale prenes |
|  |                     |

|  | Alaskacephale gangloffi         |
|  |                                 |
|  | Pachycephalosaurus wyomingensis |
|  |                                 |

|  | Sphaerotholus buchholtzae |
|  |                           |
|  | Sphaerotholus goodwini    |
|  |                           |

|  | Alaskacephale gangloffi         |
|  |                                 |
|  | Pachycephalosaurus wyomingensis |
|  |                                 |

|  | Sphaerotholus buchholtzae |
|  |                           |
|  | Sphaerotholus goodwini    |
|  |                           |

|  | Acrotholus audeti   |
|  |                     |
|  | Prenocephale prenes |
|  |                     |

|  | Alaskacephale gangloffi         |
|  |                                 |
|  | Pachycephalosaurus wyomingensis |
|  |                                 |

|  | Sphaerotholus buchholtzae |
|  |                           |
|  | Sphaerotholus goodwini    |
|  |                           |

|  | Alaskacephale gangloffi         |
|  |                                 |
|  | Pachycephalosaurus wyomingensis |
|  |                                 |

|  | Sphaerotholus buchholtzae |
|  |                           |
|  | Sphaerotholus goodwini    |
|  |                           |

|  | Acrotholus audeti   |
|  |                     |
|  | Prenocephale prenes |
|  |                     |

|  | Alaskacephale gangloffi         |
|  |                                 |
|  | Pachycephalosaurus wyomingensis |
|  |                                 |

|  | Sphaerotholus buchholtzae |
|  |                           |
|  | Sphaerotholus goodwini    |
|  |                           |

|  | Alaskacephale gangloffi         |
|  |                                 |
|  | Pachycephalosaurus wyomingensis |
|  |                                 |

|  | Sphaerotholus buchholtzae |
|  |                           |
|  | Sphaerotholus goodwini    |
|  |                           |

|  | Acrotholus audeti   |
|  |                     |
|  | Prenocephale prenes |
|  |                     |

|  | Alaskacephale gangloffi         |
|  |                                 |
|  | Pachycephalosaurus wyomingensis |
|  |                                 |

|  | Sphaerotholus buchholtzae |
|  |                           |
|  | Sphaerotholus goodwini    |
|  |                           |

|  | Alaskacephale gangloffi         |
|  |                                 |
|  | Pachycephalosaurus wyomingensis |
|  |                                 |

|  | Sphaerotholus buchholtzae |
|  |                           |
|  | Sphaerotholus goodwini    |
|  |                           |

|  | Acrotholus audeti   |
|  |                     |
|  | Prenocephale prenes |
|  |                     |

|  | Alaskacephale gangloffi         |
|  |                                 |
|  | Pachycephalosaurus wyomingensis |
|  |                                 |

|  | Sphaerotholus buchholtzae |
|  |                           |
|  | Sphaerotholus goodwini    |
|  |                           |

|  | Alaskacephale gangloffi         |
|  |                                 |
|  | Pachycephalosaurus wyomingensis |
|  |                                 |

|  | Sphaerotholus buchholtzae |
|  |                           |
|  | Sphaerotholus goodwini    |
|  |                           |

|  | Acrotholus audeti   |
|  |                     |
|  | Prenocephale prenes |
|  |                     |

|  | Alaskacephale gangloffi         |
|  |                                 |
|  | Pachycephalosaurus wyomingensis |
|  |                                 |

|  | Sphaerotholus buchholtzae |
|  |                           |
|  | Sphaerotholus goodwini    |
|  |                           |

|  | Alaskacephale gangloffi         |
|  |                                 |
|  | Pachycephalosaurus wyomingensis |
|  |                                 |

|  | Sphaerotholus buchholtzae |
|  |                           |
|  | Sphaerotholus goodwini    |
|  |                           |

|  | Acrotholus audeti   |
|  |                     |
|  | Prenocephale prenes |
|  |                     |

|  | Alaskacephale gangloffi         |
|  |                                 |
|  | Pachycephalosaurus wyomingensis |
|  |                                 |

|  | Sphaerotholus buchholtzae |
|  |                           |
|  | Sphaerotholus goodwini    |
|  |                           |

|  | Alaskacephale gangloffi         |
|  |                                 |
|  | Pachycephalosaurus wyomingensis |
|  |                                 |

|  | Sphaerotholus buchholtzae |
|  |                           |
|  | Sphaerotholus goodwini    |
|  |                           |

|  | Acrotholus audeti   |
|  |                     |
|  | Prenocephale prenes |
|  |                     |

|  | Alaskacephale gangloffi         |
|  |                                 |
|  | Pachycephalosaurus wyomingensis |
|  |                                 |

|  | Sphaerotholus buchholtzae |
|  |                           |
|  | Sphaerotholus goodwini    |
|  |                           |

|  | Alaskacephale gangloffi         |
|  |                                 |
|  | Pachycephalosaurus wyomingensis |
|  |                                 |

|  | Sphaerotholus buchholtzae |
|  |                           |
|  | Sphaerotholus goodwini    |
|  |                           |

|  | Acrotholus audeti   |
|  |                     |
|  | Prenocephale prenes |
|  |                     |

|  | Alaskacephale gangloffi         |
|  |                                 |
|  | Pachycephalosaurus wyomingensis |
|  |                                 |

|  | Sphaerotholus buchholtzae |
|  |                           |
|  | Sphaerotholus goodwini    |
|  |                           |

|  | Alaskacephale gangloffi         |
|  |                                 |
|  | Pachycephalosaurus wyomingensis |
|  |                                 |

|  | Sphaerotholus buchholtzae |
|  |                           |
|  | Sphaerotholus goodwini    |
|  |                           |

|  | Acrotholus audeti   |
|  |                     |
|  | Prenocephale prenes |
|  |                     |

|  | Alaskacephale gangloffi         |
|  |                                 |
|  | Pachycephalosaurus wyomingensis |
|  |                                 |

|  | Sphaerotholus buchholtzae |
|  |                           |
|  | Sphaerotholus goodwini    |
|  |                           |

|  | Alaskacephale gangloffi         |
|  |                                 |
|  | Pachycephalosaurus wyomingensis |
|  |                                 |

|  | Sphaerotholus buchholtzae |
|  |                           |
|  | Sphaerotholus goodwini    |
|  |                           |

|  | Acrotholus audeti   |
|  |                     |
|  | Prenocephale prenes |
|  |                     |

|  | Alaskacephale gangloffi         |
|  |                                 |
|  | Pachycephalosaurus wyomingensis |
|  |                                 |

|  | Sphaerotholus buchholtzae |
|  |                           |
|  | Sphaerotholus goodwini    |
|  |                           |

|  | Alaskacephale gangloffi         |
|  |                                 |
|  | Pachycephalosaurus wyomingensis |
|  |                                 |

|  | Sphaerotholus buchholtzae |
|  |                           |
|  | Sphaerotholus goodwini    |
|  |                           |

|  | Acrotholus audeti   |
|  |                     |
|  | Prenocephale prenes |
|  |                     |

|  | Alaskacephale gangloffi         |
|  |                                 |
|  | Pachycephalosaurus wyomingensis |
|  |                                 |

|  | Sphaerotholus buchholtzae |
|  |                           |
|  | Sphaerotholus goodwini    |
|  |                           |

|  | Alaskacephale gangloffi         |
|  |                                 |
|  | Pachycephalosaurus wyomingensis |
|  |                                 |

|  | Sphaerotholus buchholtzae |
|  |                           |
|  | Sphaerotholus goodwini    |
|  |                           |

|  | Acrotholus audeti   |
|  |                     |
|  | Prenocephale prenes |
|  |                     |

|  | Alaskacephale gangloffi         |
|  |                                 |
|  | Pachycephalosaurus wyomingensis |
|  |                                 |

|  | Sphaerotholus buchholtzae |
|  |                           |
|  | Sphaerotholus goodwini    |
|  |                           |

|  | Alaskacephale gangloffi         |
|  |                                 |
|  | Pachycephalosaurus wyomingensis |
|  |                                 |

|  | Sphaerotholus buchholtzae |
|  |                           |
|  | Sphaerotholus goodwini    |
|  |                           |

|  | Acrotholus audeti   |
|  |                     |
|  | Prenocephale prenes |
|  |                     |

|  | Alaskacephale gangloffi         |
|  |                                 |
|  | Pachycephalosaurus wyomingensis |
|  |                                 |

|  | Sphaerotholus buchholtzae |
|  |                           |
|  | Sphaerotholus goodwini    |
|  |                           |

|  | Alaskacephale gangloffi         |
|  |                                 |
|  | Pachycephalosaurus wyomingensis |
|  |                                 |

|  | Sphaerotholus buchholtzae |
|  |                           |
|  | Sphaerotholus goodwini    |
|  |                           |

|  | Acrotholus audeti   |
|  |                     |
|  | Prenocephale prenes |
|  |                     |

|  | Alaskacephale gangloffi         |
|  |                                 |
|  | Pachycephalosaurus wyomingensis |
|  |                                 |

|  | Sphaerotholus buchholtzae |
|  |                           |
|  | Sphaerotholus goodwini    |
|  |                           |

|  | Alaskacephale gangloffi         |
|  |                                 |
|  | Pachycephalosaurus wyomingensis |
|  |                                 |

|  | Sphaerotholus buchholtzae |
|  |                           |
|  | Sphaerotholus goodwini    |
|  |                           |

|  | Acrotholus audeti   |
|  |                     |
|  | Prenocephale prenes |
|  |                     |

|  | Alaskacephale gangloffi         |
|  |                                 |
|  | Pachycephalosaurus wyomingensis |
|  |                                 |

|  | Sphaerotholus buchholtzae |
|  |                           |
|  | Sphaerotholus goodwini    |
|  |                           |

|  | Alaskacephale gangloffi         |
|  |                                 |
|  | Pachycephalosaurus wyomingensis |
|  |                                 |

|  | Sphaerotholus buchholtzae |
|  |                           |
|  | Sphaerotholus goodwini    |
|  |                           |

|  | Acrotholus audeti   |
|  |                     |
|  | Prenocephale prenes |
|  |                     |

|  | Alaskacephale gangloffi         |
|  |                                 |
|  | Pachycephalosaurus wyomingensis |
|  |                                 |

|  | Sphaerotholus buchholtzae |
|  |                           |
|  | Sphaerotholus goodwini    |
|  |                           |

|  | Alaskacephale gangloffi         |
|  |                                 |
|  | Pachycephalosaurus wyomingensis |
|  |                                 |

|  | Sphaerotholus buchholtzae |
|  |                           |
|  | Sphaerotholus goodwini    |
|  |                           |

|  | Acrotholus audeti   |
|  |                     |
|  | Prenocephale prenes |
|  |                     |

|  | Alaskacephale gangloffi         |
|  |                                 |
|  | Pachycephalosaurus wyomingensis |
|  |                                 |

|  | Sphaerotholus buchholtzae |
|  |                           |
|  | Sphaerotholus goodwini    |
|  |                           |

|  | Alaskacephale gangloffi         |
|  |                                 |
|  | Pachycephalosaurus wyomingensis |
|  |                                 |

|  | Sphaerotholus buchholtzae |
|  |                           |
|  | Sphaerotholus goodwini    |
|  |                           |

|  | Acrotholus audeti   |
|  |                     |
|  | Prenocephale prenes |
|  |                     |

|  | Alaskacephale gangloffi         |
|  |                                 |
|  | Pachycephalosaurus wyomingensis |
|  |                                 |

|  | Sphaerotholus buchholtzae |
|  |                           |
|  | Sphaerotholus goodwini    |
|  |                           |

|  | Alaskacephale gangloffi         |
|  |                                 |
|  | Pachycephalosaurus wyomingensis |
|  |                                 |

|  | Sphaerotholus buchholtzae |
|  |                           |
|  | Sphaerotholus goodwini    |
|  |                           |

|  | Acrotholus audeti   |
|  |                     |
|  | Prenocephale prenes |
|  |                     |

|  | Alaskacephale gangloffi         |
|  |                                 |
|  | Pachycephalosaurus wyomingensis |
|  |                                 |

|  | Sphaerotholus buchholtzae |
|  |                           |
|  | Sphaerotholus goodwini    |
|  |                           |

|  | Alaskacephale gangloffi         |
|  |                                 |
|  | Pachycephalosaurus wyomingensis |
|  |                                 |

|  | Sphaerotholus buchholtzae |
|  |                           |
|  | Sphaerotholus goodwini    |
|  |                           |

|  | Acrotholus audeti   |
|  |                     |
|  | Prenocephale prenes |
|  |                     |

|  | Alaskacephale gangloffi         |
|  |                                 |
|  | Pachycephalosaurus wyomingensis |
|  |                                 |

|  | Sphaerotholus buchholtzae |
|  |                           |
|  | Sphaerotholus goodwini    |
|  |                           |

|  | Alaskacephale gangloffi         |
|  |                                 |
|  | Pachycephalosaurus wyomingensis |
|  |                                 |

|  | Sphaerotholus buchholtzae |
|  |                           |
|  | Sphaerotholus goodwini    |
|  |                           |

|  | Acrotholus audeti   |
|  |                     |
|  | Prenocephale prenes |
|  |                     |

|  | Alaskacephale gangloffi         |
|  |                                 |
|  | Pachycephalosaurus wyomingensis |
|  |                                 |

|  | Sphaerotholus buchholtzae |
|  |                           |
|  | Sphaerotholus goodwini    |
|  |                           |

|  | Alaskacephale gangloffi         |
|  |                                 |
|  | Pachycephalosaurus wyomingensis |
|  |                                 |

|  | Sphaerotholus buchholtzae |
|  |                           |
|  | Sphaerotholus goodwini    |
|  |                           |

|  | Acrotholus audeti   |
|  |                     |
|  | Prenocephale prenes |
|  |                     |

|  | Alaskacephale gangloffi         |
|  |                                 |
|  | Pachycephalosaurus wyomingensis |
|  |                                 |

|  | Sphaerotholus buchholtzae |
|  |                           |
|  | Sphaerotholus goodwini    |
|  |                           |

|  | Alaskacephale gangloffi         |
|  |                                 |
|  | Pachycephalosaurus wyomingensis |
|  |                                 |

|  | Sphaerotholus buchholtzae |
|  |                           |
|  | Sphaerotholus goodwini    |
|  |                           |

|  | Acrotholus audeti   |
|  |                     |
|  | Prenocephale prenes |
|  |                     |

|  | Alaskacephale gangloffi         |
|  |                                 |
|  | Pachycephalosaurus wyomingensis |
|  |                                 |

|  | Sphaerotholus buchholtzae |
|  |                           |
|  | Sphaerotholus goodwini    |
|  |                           |

|  | Alaskacephale gangloffi         |
|  |                                 |
|  | Pachycephalosaurus wyomingensis |
|  |                                 |

|  | Sphaerotholus buchholtzae |
|  |                           |
|  | Sphaerotholus goodwini    |
|  |                           |

|  | Acrotholus audeti   |
|  |                     |
|  | Prenocephale prenes |
|  |                     |

|  | Alaskacephale gangloffi         |
|  |                                 |
|  | Pachycephalosaurus wyomingensis |
|  |                                 |

|  | Sphaerotholus buchholtzae |
|  |                           |
|  | Sphaerotholus goodwini    |
|  |                           |

|  | Alaskacephale gangloffi         |
|  |                                 |
|  | Pachycephalosaurus wyomingensis |
|  |                                 |

|  | Sphaerotholus buchholtzae |
|  |                           |
|  | Sphaerotholus goodwini    |
|  |                           |

|  | Acrotholus audeti   |
|  |                     |
|  | Prenocephale prenes |
|  |                     |

|  | Alaskacephale gangloffi         |
|  |                                 |
|  | Pachycephalosaurus wyomingensis |
|  |                                 |

|  | Sphaerotholus buchholtzae |
|  |                           |
|  | Sphaerotholus goodwini    |
|  |                           |

|  | Alaskacephale gangloffi         |
|  |                                 |
|  | Pachycephalosaurus wyomingensis |
|  |                                 |

|  | Sphaerotholus buchholtzae |
|  |                           |
|  | Sphaerotholus goodwini    |
|  |                           |

|  | Acrotholus audeti   |
|  |                     |
|  | Prenocephale prenes |
|  |                     |

|  | Alaskacephale gangloffi         |
|  |                                 |
|  | Pachycephalosaurus wyomingensis |
|  |                                 |

|  | Sphaerotholus buchholtzae |
|  |                           |
|  | Sphaerotholus goodwini    |
|  |                           |

|  | Alaskacephale gangloffi         |
|  |                                 |
|  | Pachycephalosaurus wyomingensis |
|  |                                 |

|  | Sphaerotholus buchholtzae |
|  |                           |
|  | Sphaerotholus goodwini    |
|  |                           |

|  | Acrotholus audeti   |
|  |                     |
|  | Prenocephale prenes |
|  |                     |

|  | Alaskacephale gangloffi         |
|  |                                 |
|  | Pachycephalosaurus wyomingensis |
|  |                                 |

|  | Sphaerotholus buchholtzae |
|  |                           |
|  | Sphaerotholus goodwini    |
|  |                           |

|  | Alaskacephale gangloffi         |
|  |                                 |
|  | Pachycephalosaurus wyomingensis |
|  |                                 |

|  | Sphaerotholus buchholtzae |
|  |                           |
|  | Sphaerotholus goodwini    |
|  |                           |

|  | Acrotholus audeti   |
|  |                     |
|  | Prenocephale prenes |
|  |                     |

|  | Alaskacephale gangloffi         |
|  |                                 |
|  | Pachycephalosaurus wyomingensis |
|  |                                 |

|  | Sphaerotholus buchholtzae |
|  |                           |
|  | Sphaerotholus goodwini    |
|  |                           |

|  | Alaskacephale gangloffi         |
|  |                                 |
|  | Pachycephalosaurus wyomingensis |
|  |                                 |

|  | Sphaerotholus buchholtzae |
|  |                           |
|  | Sphaerotholus goodwini    |
|  |                           |

|  | Acrotholus audeti   |
|  |                     |
|  | Prenocephale prenes |
|  |                     |

|  | Alaskacephale gangloffi         |
|  |                                 |
|  | Pachycephalosaurus wyomingensis |
|  |                                 |

|  | Sphaerotholus buchholtzae |
|  |                           |
|  | Sphaerotholus goodwini    |
|  |                           |

|  | Alaskacephale gangloffi         |
|  |                                 |
|  | Pachycephalosaurus wyomingensis |
|  |                                 |

|  | Sphaerotholus buchholtzae |
|  |                           |
|  | Sphaerotholus goodwini    |
|  |                           |

|  | Acrotholus audeti   |
|  |                     |
|  | Prenocephale prenes |
|  |                     |

|  | Alaskacephale gangloffi         |
|  |                                 |
|  | Pachycephalosaurus wyomingensis |
|  |                                 |

|  | Sphaerotholus buchholtzae |
|  |                           |
|  | Sphaerotholus goodwini    |
|  |                           |

|  | Alaskacephale gangloffi         |
|  |                                 |
|  | Pachycephalosaurus wyomingensis |
|  |                                 |

|  | Sphaerotholus buchholtzae |
|  |                           |
|  | Sphaerotholus goodwini    |
|  |                           |

|  | Acrotholus audeti   |
|  |                     |
|  | Prenocephale prenes |
|  |                     |

|  | Alaskacephale gangloffi         |
|  |                                 |
|  | Pachycephalosaurus wyomingensis |
|  |                                 |

|  | Sphaerotholus buchholtzae |
|  |                           |
|  | Sphaerotholus goodwini    |
|  |                           |

|  | Alaskacephale gangloffi         |
|  |                                 |
|  | Pachycephalosaurus wyomingensis |
|  |                                 |

|  | Sphaerotholus buchholtzae |
|  |                           |
|  | Sphaerotholus goodwini    |
|  |                           |

|  | Acrotholus audeti   |
|  |                     |
|  | Prenocephale prenes |
|  |                     |

|  | Alaskacephale gangloffi         |
|  |                                 |
|  | Pachycephalosaurus wyomingensis |
|  |                                 |

|  | Sphaerotholus buchholtzae |
|  |                           |
|  | Sphaerotholus goodwini    |
|  |                           |

|  | Alaskacephale gangloffi         |
|  |                                 |
|  | Pachycephalosaurus wyomingensis |
|  |                                 |

|  | Sphaerotholus buchholtzae |
|  |                           |
|  | Sphaerotholus goodwini    |
|  |                           |

|  | Acrotholus audeti   |
|  |                     |
|  | Prenocephale prenes |
|  |                     |

|  | Alaskacephale gangloffi         |
|  |                                 |
|  | Pachycephalosaurus wyomingensis |
|  |                                 |

|  | Sphaerotholus buchholtzae |
|  |                           |
|  | Sphaerotholus goodwini    |
|  |                           |

|  | Alaskacephale gangloffi         |
|  |                                 |
|  | Pachycephalosaurus wyomingensis |
|  |                                 |

|  | Sphaerotholus buchholtzae |
|  |                           |
|  | Sphaerotholus goodwini    |
|  |                           |

|  | Acrotholus audeti   |
|  |                     |
|  | Prenocephale prenes |
|  |                     |

|  | Alaskacephale gangloffi         |
|  |                                 |
|  | Pachycephalosaurus wyomingensis |
|  |                                 |

|  | Sphaerotholus buchholtzae |
|  |                           |
|  | Sphaerotholus goodwini    |
|  |                           |

|  | Alaskacephale gangloffi         |
|  |                                 |
|  | Pachycephalosaurus wyomingensis |
|  |                                 |

|  | Sphaerotholus buchholtzae |
|  |                           |
|  | Sphaerotholus goodwini    |
|  |                           |

|  | Acrotholus audeti   |
|  |                     |
|  | Prenocephale prenes |
|  |                     |

|  | Alaskacephale gangloffi         |
|  |                                 |
|  | Pachycephalosaurus wyomingensis |
|  |                                 |

|  | Sphaerotholus buchholtzae |
|  |                           |
|  | Sphaerotholus goodwini    |
|  |                           |

|  | Alaskacephale gangloffi         |
|  |                                 |
|  | Pachycephalosaurus wyomingensis |
|  |                                 |

|  | Sphaerotholus buchholtzae |
|  |                           |
|  | Sphaerotholus goodwini    |
|  |                           |

|  | Acrotholus audeti   |
|  |                     |
|  | Prenocephale prenes |
|  |                     |

|  | Alaskacephale gangloffi         |
|  |                                 |
|  | Pachycephalosaurus wyomingensis |
|  |                                 |

|  | Sphaerotholus buchholtzae |
|  |                           |
|  | Sphaerotholus goodwini    |
|  |                           |

|  | Alaskacephale gangloffi         |
|  |                                 |
|  | Pachycephalosaurus wyomingensis |
|  |                                 |

|  | Sphaerotholus buchholtzae |
|  |                           |
|  | Sphaerotholus goodwini    |
|  |                           |

|  | Acrotholus audeti   |
|  |                     |
|  | Prenocephale prenes |
|  |                     |

|  | Alaskacephale gangloffi         |
|  |                                 |
|  | Pachycephalosaurus wyomingensis |
|  |                                 |

|  | Sphaerotholus buchholtzae |
|  |                           |
|  | Sphaerotholus goodwini    |
|  |                           |

|  | Alaskacephale gangloffi         |
|  |                                 |
|  | Pachycephalosaurus wyomingensis |
|  |                                 |

|  | Sphaerotholus buchholtzae |
|  |                           |
|  | Sphaerotholus goodwini    |
|  |                           |

|  | Acrotholus audeti   |
|  |                     |
|  | Prenocephale prenes |
|  |                     |

|  | Alaskacephale gangloffi         |
|  |                                 |
|  | Pachycephalosaurus wyomingensis |
|  |                                 |

|  | Sphaerotholus buchholtzae |
|  |                           |
|  | Sphaerotholus goodwini    |
|  |                           |

|  | Alaskacephale gangloffi         |
|  |                                 |
|  | Pachycephalosaurus wyomingensis |
|  |                                 |

|  | Sphaerotholus buchholtzae |
|  |                           |
|  | Sphaerotholus goodwini    |
|  |                           |

|  | Acrotholus audeti   |
|  |                     |
|  | Prenocephale prenes |
|  |                     |

|  | Alaskacephale gangloffi         |
|  |                                 |
|  | Pachycephalosaurus wyomingensis |
|  |                                 |

|  | Sphaerotholus buchholtzae |
|  |                           |
|  | Sphaerotholus goodwini    |
|  |                           |

|  | Alaskacephale gangloffi         |
|  |                                 |
|  | Pachycephalosaurus wyomingensis |
|  |                                 |

|  | Sphaerotholus buchholtzae |
|  |                           |
|  | Sphaerotholus goodwini    |
|  |                           |

|  | Acrotholus audeti   |
|  |                     |
|  | Prenocephale prenes |
|  |                     |

|  | Alaskacephale gangloffi         |
|  |                                 |
|  | Pachycephalosaurus wyomingensis |
|  |                                 |

|  | Sphaerotholus buchholtzae |
|  |                           |
|  | Sphaerotholus goodwini    |
|  |                           |

|  | Alaskacephale gangloffi         |
|  |                                 |
|  | Pachycephalosaurus wyomingensis |
|  |                                 |

|  | Sphaerotholus buchholtzae |
|  |                           |
|  | Sphaerotholus goodwini    |
|  |                           |

|  | Acrotholus audeti   |
|  |                     |
|  | Prenocephale prenes |
|  |                     |

|  | Alaskacephale gangloffi         |
|  |                                 |
|  | Pachycephalosaurus wyomingensis |
|  |                                 |

|  | Sphaerotholus buchholtzae |
|  |                           |
|  | Sphaerotholus goodwini    |
|  |                           |

|  | Alaskacephale gangloffi         |
|  |                                 |
|  | Pachycephalosaurus wyomingensis |
|  |                                 |

|  | Sphaerotholus buchholtzae |
|  |                           |
|  | Sphaerotholus goodwini    |
|  |                           |

|  | Acrotholus audeti   |
|  |                     |
|  | Prenocephale prenes |
|  |                     |

|  | Alaskacephale gangloffi         |
|  |                                 |
|  | Pachycephalosaurus wyomingensis |
|  |                                 |

|  | Sphaerotholus buchholtzae |
|  |                           |
|  | Sphaerotholus goodwini    |
|  |                           |

|  | Alaskacephale gangloffi         |
|  |                                 |
|  | Pachycephalosaurus wyomingensis |
|  |                                 |

|  | Sphaerotholus buchholtzae |
|  |                           |
|  | Sphaerotholus goodwini    |
|  |                           |

|  | Acrotholus audeti   |
|  |                     |
|  | Prenocephale prenes |
|  |                     |

|  | Alaskacephale gangloffi         |
|  |                                 |
|  | Pachycephalosaurus wyomingensis |
|  |                                 |

|  | Sphaerotholus buchholtzae |
|  |                           |
|  | Sphaerotholus goodwini    |
|  |                           |

|  | Alaskacephale gangloffi         |
|  |                                 |
|  | Pachycephalosaurus wyomingensis |
|  |                                 |

|  | Sphaerotholus buchholtzae |
|  |                           |
|  | Sphaerotholus goodwini    |
|  |                           |

|  | Acrotholus audeti   |
|  |                     |
|  | Prenocephale prenes |
|  |                     |

|  | Alaskacephale gangloffi         |
|  |                                 |
|  | Pachycephalosaurus wyomingensis |
|  |                                 |

|  | Sphaerotholus buchholtzae |
|  |                           |
|  | Sphaerotholus goodwini    |
|  |                           |

|  | Alaskacephale gangloffi         |
|  |                                 |
|  | Pachycephalosaurus wyomingensis |
|  |                                 |

|  | Sphaerotholus buchholtzae |
|  |                           |
|  | Sphaerotholus goodwini    |
|  |                           |

|  | Acrotholus audeti   |
|  |                     |
|  | Prenocephale prenes |
|  |                     |

|  | Alaskacephale gangloffi         |
|  |                                 |
|  | Pachycephalosaurus wyomingensis |
|  |                                 |

|  | Sphaerotholus buchholtzae |
|  |                           |
|  | Sphaerotholus goodwini    |
|  |                           |

|  | Alaskacephale gangloffi         |
|  |                                 |
|  | Pachycephalosaurus wyomingensis |
|  |                                 |

|  | Sphaerotholus buchholtzae |
|  |                           |
|  | Sphaerotholus goodwini    |
|  |                           |

|  | Acrotholus audeti   |
|  |                     |
|  | Prenocephale prenes |
|  |                     |

|  | Alaskacephale gangloffi         |
|  |                                 |
|  | Pachycephalosaurus wyomingensis |
|  |                                 |

|  | Sphaerotholus buchholtzae |
|  |                           |
|  | Sphaerotholus goodwini    |
|  |                           |

|  | Alaskacephale gangloffi         |
|  |                                 |
|  | Pachycephalosaurus wyomingensis |
|  |                                 |

|  | Sphaerotholus buchholtzae |
|  |                           |
|  | Sphaerotholus goodwini    |
|  |                           |

|  | Acrotholus audeti   |
|  |                     |
|  | Prenocephale prenes |
|  |                     |

|  | Alaskacephale gangloffi         |
|  |                                 |
|  | Pachycephalosaurus wyomingensis |
|  |                                 |

|  | Sphaerotholus buchholtzae |
|  |                           |
|  | Sphaerotholus goodwini    |
|  |                           |

|  | Alaskacephale gangloffi         |
|  |                                 |
|  | Pachycephalosaurus wyomingensis |
|  |                                 |

|  | Sphaerotholus buchholtzae |
|  |                           |
|  | Sphaerotholus goodwini    |
|  |                           |

|  | Acrotholus audeti   |
|  |                     |
|  | Prenocephale prenes |
|  |                     |

|  | Alaskacephale gangloffi         |
|  |                                 |
|  | Pachycephalosaurus wyomingensis |
|  |                                 |

|  | Sphaerotholus buchholtzae |
|  |                           |
|  | Sphaerotholus goodwini    |
|  |                           |

|  | Alaskacephale gangloffi         |
|  |                                 |
|  | Pachycephalosaurus wyomingensis |
|  |                                 |

|  | Sphaerotholus buchholtzae |
|  |                           |
|  | Sphaerotholus goodwini    |
|  |                           |

|  | Acrotholus audeti   |
|  |                     |
|  | Prenocephale prenes |
|  |                     |

|  | Alaskacephale gangloffi         |
|  |                                 |
|  | Pachycephalosaurus wyomingensis |
|  |                                 |

|  | Sphaerotholus buchholtzae |
|  |                           |
|  | Sphaerotholus goodwini    |
|  |                           |

|  | Alaskacephale gangloffi         |
|  |                                 |
|  | Pachycephalosaurus wyomingensis |
|  |                                 |

|  | Sphaerotholus buchholtzae |
|  |                           |
|  | Sphaerotholus goodwini    |
|  |                           |

|  | Acrotholus audeti   |
|  |                     |
|  | Prenocephale prenes |
|  |                     |

|  | Alaskacephale gangloffi         |
|  |                                 |
|  | Pachycephalosaurus wyomingensis |
|  |                                 |

|  | Sphaerotholus buchholtzae |
|  |                           |
|  | Sphaerotholus goodwini    |
|  |                           |

|  | Alaskacephale gangloffi         |
|  |                                 |
|  | Pachycephalosaurus wyomingensis |
|  |                                 |

|  | Sphaerotholus buchholtzae |
|  |                           |
|  | Sphaerotholus goodwini    |
|  |                           |

|  | Acrotholus audeti   |
|  |                     |
|  | Prenocephale prenes |
|  |                     |

|  | Alaskacephale gangloffi         |
|  |                                 |
|  | Pachycephalosaurus wyomingensis |
|  |                                 |

|  | Sphaerotholus buchholtzae |
|  |                           |
|  | Sphaerotholus goodwini    |
|  |                           |

|  | Alaskacephale gangloffi         |
|  |                                 |
|  | Pachycephalosaurus wyomingensis |
|  |                                 |

|  | Sphaerotholus buchholtzae |
|  |                           |
|  | Sphaerotholus goodwini    |
|  |                           |

|  | Colepiocephale lambei    |
|  |                          |
|  | Hanssuesia sternbergi    |
|  |                          |
|  | Stegoceras novomexicanum |
|  |                          |
|  | Stegoceras validum       |
|  |                          |

|  | Acrotholus audeti   |
|  |                     |
|  | Prenocephale prenes |
|  |                     |

|  | Alaskacephale gangloffi         |
|  |                                 |
|  | Pachycephalosaurus wyomingensis |
|  |                                 |

|  | Sphaerotholus buchholtzae |
|  |                           |
|  | Sphaerotholus goodwini    |
|  |                           |

|  | Alaskacephale gangloffi         |
|  |                                 |
|  | Pachycephalosaurus wyomingensis |
|  |                                 |

|  | Sphaerotholus buchholtzae |
|  |                           |
|  | Sphaerotholus goodwini    |
|  |                           |

|  | Acrotholus audeti   |
|  |                     |
|  | Prenocephale prenes |
|  |                     |

|  | Alaskacephale gangloffi         |
|  |                                 |
|  | Pachycephalosaurus wyomingensis |
|  |                                 |

|  | Sphaerotholus buchholtzae |
|  |                           |
|  | Sphaerotholus goodwini    |
|  |                           |

|  | Alaskacephale gangloffi         |
|  |                                 |
|  | Pachycephalosaurus wyomingensis |
|  |                                 |

|  | Sphaerotholus buchholtzae |
|  |                           |
|  | Sphaerotholus goodwini    |
|  |                           |

|  | Acrotholus audeti   |
|  |                     |
|  | Prenocephale prenes |
|  |                     |

|  | Alaskacephale gangloffi         |
|  |                                 |
|  | Pachycephalosaurus wyomingensis |
|  |                                 |

|  | Sphaerotholus buchholtzae |
|  |                           |
|  | Sphaerotholus goodwini    |
|  |                           |

|  | Alaskacephale gangloffi         |
|  |                                 |
|  | Pachycephalosaurus wyomingensis |
|  |                                 |

|  | Sphaerotholus buchholtzae |
|  |                           |
|  | Sphaerotholus goodwini    |
|  |                           |

|  | Acrotholus audeti   |
|  |                     |
|  | Prenocephale prenes |
|  |                     |

|  | Alaskacephale gangloffi         |
|  |                                 |
|  | Pachycephalosaurus wyomingensis |
|  |                                 |

|  | Sphaerotholus buchholtzae |
|  |                           |
|  | Sphaerotholus goodwini    |
|  |                           |

|  | Alaskacephale gangloffi         |
|  |                                 |
|  | Pachycephalosaurus wyomingensis |
|  |                                 |

|  | Sphaerotholus buchholtzae |
|  |                           |
|  | Sphaerotholus goodwini    |
|  |                           |

|  | Acrotholus audeti   |
|  |                     |
|  | Prenocephale prenes |
|  |                     |

|  | Alaskacephale gangloffi         |
|  |                                 |
|  | Pachycephalosaurus wyomingensis |
|  |                                 |

|  | Sphaerotholus buchholtzae |
|  |                           |
|  | Sphaerotholus goodwini    |
|  |                           |

|  | Alaskacephale gangloffi         |
|  |                                 |
|  | Pachycephalosaurus wyomingensis |
|  |                                 |

|  | Sphaerotholus buchholtzae |
|  |                           |
|  | Sphaerotholus goodwini    |
|  |                           |

|  | Acrotholus audeti   |
|  |                     |
|  | Prenocephale prenes |
|  |                     |

|  | Alaskacephale gangloffi         |
|  |                                 |
|  | Pachycephalosaurus wyomingensis |
|  |                                 |

|  | Sphaerotholus buchholtzae |
|  |                           |
|  | Sphaerotholus goodwini    |
|  |                           |

|  | Alaskacephale gangloffi         |
|  |                                 |
|  | Pachycephalosaurus wyomingensis |
|  |                                 |

|  | Sphaerotholus buchholtzae |
|  |                           |
|  | Sphaerotholus goodwini    |
|  |                           |

|  | Acrotholus audeti   |
|  |                     |
|  | Prenocephale prenes |
|  |                     |

|  | Alaskacephale gangloffi         |
|  |                                 |
|  | Pachycephalosaurus wyomingensis |
|  |                                 |

|  | Sphaerotholus buchholtzae |
|  |                           |
|  | Sphaerotholus goodwini    |
|  |                           |

|  | Alaskacephale gangloffi         |
|  |                                 |
|  | Pachycephalosaurus wyomingensis |
|  |                                 |

|  | Sphaerotholus buchholtzae |
|  |                           |
|  | Sphaerotholus goodwini    |
|  |                           |

|  | Acrotholus audeti   |
|  |                     |
|  | Prenocephale prenes |
|  |                     |

|  | Alaskacephale gangloffi         |
|  |                                 |
|  | Pachycephalosaurus wyomingensis |
|  |                                 |

|  | Sphaerotholus buchholtzae |
|  |                           |
|  | Sphaerotholus goodwini    |
|  |                           |

|  | Alaskacephale gangloffi         |
|  |                                 |
|  | Pachycephalosaurus wyomingensis |
|  |                                 |

|  | Sphaerotholus buchholtzae |
|  |                           |
|  | Sphaerotholus goodwini    |
|  |                           |

|  | Acrotholus audeti   |
|  |                     |
|  | Prenocephale prenes |
|  |                     |

|  | Alaskacephale gangloffi         |
|  |                                 |
|  | Pachycephalosaurus wyomingensis |
|  |                                 |

|  | Sphaerotholus buchholtzae |
|  |                           |
|  | Sphaerotholus goodwini    |
|  |                           |

|  | Alaskacephale gangloffi         |
|  |                                 |
|  | Pachycephalosaurus wyomingensis |
|  |                                 |

|  | Sphaerotholus buchholtzae |
|  |                           |
|  | Sphaerotholus goodwini    |
|  |                           |

|  | Acrotholus audeti   |
|  |                     |
|  | Prenocephale prenes |
|  |                     |

|  | Alaskacephale gangloffi         |
|  |                                 |
|  | Pachycephalosaurus wyomingensis |
|  |                                 |

|  | Sphaerotholus buchholtzae |
|  |                           |
|  | Sphaerotholus goodwini    |
|  |                           |

|  | Alaskacephale gangloffi         |
|  |                                 |
|  | Pachycephalosaurus wyomingensis |
|  |                                 |

|  | Sphaerotholus buchholtzae |
|  |                           |
|  | Sphaerotholus goodwini    |
|  |                           |

|  | Acrotholus audeti   |
|  |                     |
|  | Prenocephale prenes |
|  |                     |

|  | Alaskacephale gangloffi         |
|  |                                 |
|  | Pachycephalosaurus wyomingensis |
|  |                                 |

|  | Sphaerotholus buchholtzae |
|  |                           |
|  | Sphaerotholus goodwini    |
|  |                           |

|  | Alaskacephale gangloffi         |
|  |                                 |
|  | Pachycephalosaurus wyomingensis |
|  |                                 |

|  | Sphaerotholus buchholtzae |
|  |                           |
|  | Sphaerotholus goodwini    |
|  |                           |

|  | Acrotholus audeti   |
|  |                     |
|  | Prenocephale prenes |
|  |                     |

|  | Alaskacephale gangloffi         |
|  |                                 |
|  | Pachycephalosaurus wyomingensis |
|  |                                 |

|  | Sphaerotholus buchholtzae |
|  |                           |
|  | Sphaerotholus goodwini    |
|  |                           |

|  | Alaskacephale gangloffi         |
|  |                                 |
|  | Pachycephalosaurus wyomingensis |
|  |                                 |

|  | Sphaerotholus buchholtzae |
|  |                           |
|  | Sphaerotholus goodwini    |
|  |                           |

|  | Acrotholus audeti   |
|  |                     |
|  | Prenocephale prenes |
|  |                     |

|  | Alaskacephale gangloffi         |
|  |                                 |
|  | Pachycephalosaurus wyomingensis |
|  |                                 |

|  | Sphaerotholus buchholtzae |
|  |                           |
|  | Sphaerotholus goodwini    |
|  |                           |

|  | Alaskacephale gangloffi         |
|  |                                 |
|  | Pachycephalosaurus wyomingensis |
|  |                                 |

|  | Sphaerotholus buchholtzae |
|  |                           |
|  | Sphaerotholus goodwini    |
|  |                           |

|  | Acrotholus audeti   |
|  |                     |
|  | Prenocephale prenes |
|  |                     |

|  | Alaskacephale gangloffi         |
|  |                                 |
|  | Pachycephalosaurus wyomingensis |
|  |                                 |

|  | Sphaerotholus buchholtzae |
|  |                           |
|  | Sphaerotholus goodwini    |
|  |                           |

|  | Alaskacephale gangloffi         |
|  |                                 |
|  | Pachycephalosaurus wyomingensis |
|  |                                 |

|  | Sphaerotholus buchholtzae |
|  |                           |
|  | Sphaerotholus goodwini    |
|  |                           |

|  | Acrotholus audeti   |
|  |                     |
|  | Prenocephale prenes |
|  |                     |

|  | Alaskacephale gangloffi         |
|  |                                 |
|  | Pachycephalosaurus wyomingensis |
|  |                                 |

|  | Sphaerotholus buchholtzae |
|  |                           |
|  | Sphaerotholus goodwini    |
|  |                           |

|  | Alaskacephale gangloffi         |
|  |                                 |
|  | Pachycephalosaurus wyomingensis |
|  |                                 |

|  | Sphaerotholus buchholtzae |
|  |                           |
|  | Sphaerotholus goodwini    |
|  |                           |

|  | Acrotholus audeti   |
|  |                     |
|  | Prenocephale prenes |
|  |                     |

|  | Alaskacephale gangloffi         |
|  |                                 |
|  | Pachycephalosaurus wyomingensis |
|  |                                 |

|  | Sphaerotholus buchholtzae |
|  |                           |
|  | Sphaerotholus goodwini    |
|  |                           |

|  | Alaskacephale gangloffi         |
|  |                                 |
|  | Pachycephalosaurus wyomingensis |
|  |                                 |

|  | Sphaerotholus buchholtzae |
|  |                           |
|  | Sphaerotholus goodwini    |
|  |                           |

|  | Acrotholus audeti   |
|  |                     |
|  | Prenocephale prenes |
|  |                     |

|  | Alaskacephale gangloffi         |
|  |                                 |
|  | Pachycephalosaurus wyomingensis |
|  |                                 |

|  | Sphaerotholus buchholtzae |
|  |                           |
|  | Sphaerotholus goodwini    |
|  |                           |

|  | Alaskacephale gangloffi         |
|  |                                 |
|  | Pachycephalosaurus wyomingensis |
|  |                                 |

|  | Sphaerotholus buchholtzae |
|  |                           |
|  | Sphaerotholus goodwini    |
|  |                           |

|  | Acrotholus audeti   |
|  |                     |
|  | Prenocephale prenes |
|  |                     |

|  | Alaskacephale gangloffi         |
|  |                                 |
|  | Pachycephalosaurus wyomingensis |
|  |                                 |

|  | Sphaerotholus buchholtzae |
|  |                           |
|  | Sphaerotholus goodwini    |
|  |                           |

|  | Alaskacephale gangloffi         |
|  |                                 |
|  | Pachycephalosaurus wyomingensis |
|  |                                 |

|  | Sphaerotholus buchholtzae |
|  |                           |
|  | Sphaerotholus goodwini    |
|  |                           |

|  | Acrotholus audeti   |
|  |                     |
|  | Prenocephale prenes |
|  |                     |

|  | Alaskacephale gangloffi         |
|  |                                 |
|  | Pachycephalosaurus wyomingensis |
|  |                                 |

|  | Sphaerotholus buchholtzae |
|  |                           |
|  | Sphaerotholus goodwini    |
|  |                           |

|  | Alaskacephale gangloffi         |
|  |                                 |
|  | Pachycephalosaurus wyomingensis |
|  |                                 |

|  | Sphaerotholus buchholtzae |
|  |                           |
|  | Sphaerotholus goodwini    |
|  |                           |

|  | Acrotholus audeti   |
|  |                     |
|  | Prenocephale prenes |
|  |                     |

|  | Alaskacephale gangloffi         |
|  |                                 |
|  | Pachycephalosaurus wyomingensis |
|  |                                 |

|  | Sphaerotholus buchholtzae |
|  |                           |
|  | Sphaerotholus goodwini    |
|  |                           |

|  | Alaskacephale gangloffi         |
|  |                                 |
|  | Pachycephalosaurus wyomingensis |
|  |                                 |

|  | Sphaerotholus buchholtzae |
|  |                           |
|  | Sphaerotholus goodwini    |
|  |                           |

|  | Acrotholus audeti   |
|  |                     |
|  | Prenocephale prenes |
|  |                     |

|  | Alaskacephale gangloffi         |
|  |                                 |
|  | Pachycephalosaurus wyomingensis |
|  |                                 |

|  | Sphaerotholus buchholtzae |
|  |                           |
|  | Sphaerotholus goodwini    |
|  |                           |

|  | Alaskacephale gangloffi         |
|  |                                 |
|  | Pachycephalosaurus wyomingensis |
|  |                                 |

|  | Sphaerotholus buchholtzae |
|  |                           |
|  | Sphaerotholus goodwini    |
|  |                           |

|  | Acrotholus audeti   |
|  |                     |
|  | Prenocephale prenes |
|  |                     |

|  | Alaskacephale gangloffi         |
|  |                                 |
|  | Pachycephalosaurus wyomingensis |
|  |                                 |

|  | Sphaerotholus buchholtzae |
|  |                           |
|  | Sphaerotholus goodwini    |
|  |                           |

|  | Alaskacephale gangloffi         |
|  |                                 |
|  | Pachycephalosaurus wyomingensis |
|  |                                 |

|  | Sphaerotholus buchholtzae |
|  |                           |
|  | Sphaerotholus goodwini    |
|  |                           |

|  | Acrotholus audeti   |
|  |                     |
|  | Prenocephale prenes |
|  |                     |

|  | Alaskacephale gangloffi         |
|  |                                 |
|  | Pachycephalosaurus wyomingensis |
|  |                                 |

|  | Sphaerotholus buchholtzae |
|  |                           |
|  | Sphaerotholus goodwini    |
|  |                           |

|  | Alaskacephale gangloffi         |
|  |                                 |
|  | Pachycephalosaurus wyomingensis |
|  |                                 |

|  | Sphaerotholus buchholtzae |
|  |                           |
|  | Sphaerotholus goodwini    |
|  |                           |

|  | Acrotholus audeti   |
|  |                     |
|  | Prenocephale prenes |
|  |                     |

|  | Alaskacephale gangloffi         |
|  |                                 |
|  | Pachycephalosaurus wyomingensis |
|  |                                 |

|  | Sphaerotholus buchholtzae |
|  |                           |
|  | Sphaerotholus goodwini    |
|  |                           |

|  | Alaskacephale gangloffi         |
|  |                                 |
|  | Pachycephalosaurus wyomingensis |
|  |                                 |

|  | Sphaerotholus buchholtzae |
|  |                           |
|  | Sphaerotholus goodwini    |
|  |                           |

|  | Acrotholus audeti   |
|  |                     |
|  | Prenocephale prenes |
|  |                     |

|  | Alaskacephale gangloffi         |
|  |                                 |
|  | Pachycephalosaurus wyomingensis |
|  |                                 |

|  | Sphaerotholus buchholtzae |
|  |                           |
|  | Sphaerotholus goodwini    |
|  |                           |

|  | Alaskacephale gangloffi         |
|  |                                 |
|  | Pachycephalosaurus wyomingensis |
|  |                                 |

|  | Sphaerotholus buchholtzae |
|  |                           |
|  | Sphaerotholus goodwini    |
|  |                           |

|  | Acrotholus audeti   |
|  |                     |
|  | Prenocephale prenes |
|  |                     |

|  | Alaskacephale gangloffi         |
|  |                                 |
|  | Pachycephalosaurus wyomingensis |
|  |                                 |

|  | Sphaerotholus buchholtzae |
|  |                           |
|  | Sphaerotholus goodwini    |
|  |                           |

|  | Alaskacephale gangloffi         |
|  |                                 |
|  | Pachycephalosaurus wyomingensis |
|  |                                 |

|  | Sphaerotholus buchholtzae |
|  |                           |
|  | Sphaerotholus goodwini    |
|  |                           |

|  | Acrotholus audeti   |
|  |                     |
|  | Prenocephale prenes |
|  |                     |

|  | Alaskacephale gangloffi         |
|  |                                 |
|  | Pachycephalosaurus wyomingensis |
|  |                                 |

|  | Sphaerotholus buchholtzae |
|  |                           |
|  | Sphaerotholus goodwini    |
|  |                           |

|  | Alaskacephale gangloffi         |
|  |                                 |
|  | Pachycephalosaurus wyomingensis |
|  |                                 |

|  | Sphaerotholus buchholtzae |
|  |                           |
|  | Sphaerotholus goodwini    |
|  |                           |

|  | Acrotholus audeti   |
|  |                     |
|  | Prenocephale prenes |
|  |                     |

|  | Alaskacephale gangloffi         |
|  |                                 |
|  | Pachycephalosaurus wyomingensis |
|  |                                 |

|  | Sphaerotholus buchholtzae |
|  |                           |
|  | Sphaerotholus goodwini    |
|  |                           |

|  | Alaskacephale gangloffi         |
|  |                                 |
|  | Pachycephalosaurus wyomingensis |
|  |                                 |

|  | Sphaerotholus buchholtzae |
|  |                           |
|  | Sphaerotholus goodwini    |
|  |                           |

|  | Acrotholus audeti   |
|  |                     |
|  | Prenocephale prenes |
|  |                     |

|  | Alaskacephale gangloffi         |
|  |                                 |
|  | Pachycephalosaurus wyomingensis |
|  |                                 |

|  | Sphaerotholus buchholtzae |
|  |                           |
|  | Sphaerotholus goodwini    |
|  |                           |

|  | Alaskacephale gangloffi         |
|  |                                 |
|  | Pachycephalosaurus wyomingensis |
|  |                                 |

|  | Sphaerotholus buchholtzae |
|  |                           |
|  | Sphaerotholus goodwini    |
|  |                           |

|  | Acrotholus audeti   |
|  |                     |
|  | Prenocephale prenes |
|  |                     |

|  | Alaskacephale gangloffi         |
|  |                                 |
|  | Pachycephalosaurus wyomingensis |
|  |                                 |

|  | Sphaerotholus buchholtzae |
|  |                           |
|  | Sphaerotholus goodwini    |
|  |                           |

|  | Alaskacephale gangloffi         |
|  |                                 |
|  | Pachycephalosaurus wyomingensis |
|  |                                 |

|  | Sphaerotholus buchholtzae |
|  |                           |
|  | Sphaerotholus goodwini    |
|  |                           |

|  | Acrotholus audeti   |
|  |                     |
|  | Prenocephale prenes |
|  |                     |

|  | Alaskacephale gangloffi         |
|  |                                 |
|  | Pachycephalosaurus wyomingensis |
|  |                                 |

|  | Sphaerotholus buchholtzae |
|  |                           |
|  | Sphaerotholus goodwini    |
|  |                           |

|  | Alaskacephale gangloffi         |
|  |                                 |
|  | Pachycephalosaurus wyomingensis |
|  |                                 |

|  | Sphaerotholus buchholtzae |
|  |                           |
|  | Sphaerotholus goodwini    |
|  |                           |

|  | Acrotholus audeti   |
|  |                     |
|  | Prenocephale prenes |
|  |                     |

|  | Alaskacephale gangloffi         |
|  |                                 |
|  | Pachycephalosaurus wyomingensis |
|  |                                 |

|  | Sphaerotholus buchholtzae |
|  |                           |
|  | Sphaerotholus goodwini    |
|  |                           |

|  | Alaskacephale gangloffi         |
|  |                                 |
|  | Pachycephalosaurus wyomingensis |
|  |                                 |

|  | Sphaerotholus buchholtzae |
|  |                           |
|  | Sphaerotholus goodwini    |
|  |                           |

|  | Acrotholus audeti   |
|  |                     |
|  | Prenocephale prenes |
|  |                     |

|  | Alaskacephale gangloffi         |
|  |                                 |
|  | Pachycephalosaurus wyomingensis |
|  |                                 |

|  | Sphaerotholus buchholtzae |
|  |                           |
|  | Sphaerotholus goodwini    |
|  |                           |

|  | Alaskacephale gangloffi         |
|  |                                 |
|  | Pachycephalosaurus wyomingensis |
|  |                                 |

|  | Sphaerotholus buchholtzae |
|  |                           |
|  | Sphaerotholus goodwini    |
|  |                           |

|  | Acrotholus audeti   |
|  |                     |
|  | Prenocephale prenes |
|  |                     |

|  | Alaskacephale gangloffi         |
|  |                                 |
|  | Pachycephalosaurus wyomingensis |
|  |                                 |

|  | Sphaerotholus buchholtzae |
|  |                           |
|  | Sphaerotholus goodwini    |
|  |                           |

|  | Alaskacephale gangloffi         |
|  |                                 |
|  | Pachycephalosaurus wyomingensis |
|  |                                 |

|  | Sphaerotholus buchholtzae |
|  |                           |
|  | Sphaerotholus goodwini    |
|  |                           |

|  | Acrotholus audeti   |
|  |                     |
|  | Prenocephale prenes |
|  |                     |

|  | Alaskacephale gangloffi         |
|  |                                 |
|  | Pachycephalosaurus wyomingensis |
|  |                                 |

|  | Sphaerotholus buchholtzae |
|  |                           |
|  | Sphaerotholus goodwini    |
|  |                           |

|  | Alaskacephale gangloffi         |
|  |                                 |
|  | Pachycephalosaurus wyomingensis |
|  |                                 |

|  | Sphaerotholus buchholtzae |
|  |                           |
|  | Sphaerotholus goodwini    |
|  |                           |

|  | Acrotholus audeti   |
|  |                     |
|  | Prenocephale prenes |
|  |                     |

|  | Alaskacephale gangloffi         |
|  |                                 |
|  | Pachycephalosaurus wyomingensis |
|  |                                 |

|  | Sphaerotholus buchholtzae |
|  |                           |
|  | Sphaerotholus goodwini    |
|  |                           |

|  | Alaskacephale gangloffi         |
|  |                                 |
|  | Pachycephalosaurus wyomingensis |
|  |                                 |

|  | Sphaerotholus buchholtzae |
|  |                           |
|  | Sphaerotholus goodwini    |
|  |                           |

|  | Acrotholus audeti   |
|  |                     |
|  | Prenocephale prenes |
|  |                     |

|  | Alaskacephale gangloffi         |
|  |                                 |
|  | Pachycephalosaurus wyomingensis |
|  |                                 |

|  | Sphaerotholus buchholtzae |
|  |                           |
|  | Sphaerotholus goodwini    |
|  |                           |

|  | Alaskacephale gangloffi         |
|  |                                 |
|  | Pachycephalosaurus wyomingensis |
|  |                                 |

|  | Sphaerotholus buchholtzae |
|  |                           |
|  | Sphaerotholus goodwini    |
|  |                           |

|  | Acrotholus audeti   |
|  |                     |
|  | Prenocephale prenes |
|  |                     |

|  | Alaskacephale gangloffi         |
|  |                                 |
|  | Pachycephalosaurus wyomingensis |
|  |                                 |

|  | Sphaerotholus buchholtzae |
|  |                           |
|  | Sphaerotholus goodwini    |
|  |                           |

|  | Alaskacephale gangloffi         |
|  |                                 |
|  | Pachycephalosaurus wyomingensis |
|  |                                 |

|  | Sphaerotholus buchholtzae |
|  |                           |
|  | Sphaerotholus goodwini    |
|  |                           |

|  | Acrotholus audeti   |
|  |                     |
|  | Prenocephale prenes |
|  |                     |

|  | Alaskacephale gangloffi         |
|  |                                 |
|  | Pachycephalosaurus wyomingensis |
|  |                                 |

|  | Sphaerotholus buchholtzae |
|  |                           |
|  | Sphaerotholus goodwini    |
|  |                           |

|  | Alaskacephale gangloffi         |
|  |                                 |
|  | Pachycephalosaurus wyomingensis |
|  |                                 |

|  | Sphaerotholus buchholtzae |
|  |                           |
|  | Sphaerotholus goodwini    |
|  |                           |

|  | Acrotholus audeti   |
|  |                     |
|  | Prenocephale prenes |
|  |                     |

|  | Alaskacephale gangloffi         |
|  |                                 |
|  | Pachycephalosaurus wyomingensis |
|  |                                 |

|  | Sphaerotholus buchholtzae |
|  |                           |
|  | Sphaerotholus goodwini    |
|  |                           |

|  | Alaskacephale gangloffi         |
|  |                                 |
|  | Pachycephalosaurus wyomingensis |
|  |                                 |

|  | Sphaerotholus buchholtzae |
|  |                           |
|  | Sphaerotholus goodwini    |
|  |                           |

|  | Acrotholus audeti   |
|  |                     |
|  | Prenocephale prenes |
|  |                     |

|  | Alaskacephale gangloffi         |
|  |                                 |
|  | Pachycephalosaurus wyomingensis |
|  |                                 |

|  | Sphaerotholus buchholtzae |
|  |                           |
|  | Sphaerotholus goodwini    |
|  |                           |

|  | Alaskacephale gangloffi         |
|  |                                 |
|  | Pachycephalosaurus wyomingensis |
|  |                                 |

|  | Sphaerotholus buchholtzae |
|  |                           |
|  | Sphaerotholus goodwini    |
|  |                           |

|  | Acrotholus audeti   |
|  |                     |
|  | Prenocephale prenes |
|  |                     |

|  | Alaskacephale gangloffi         |
|  |                                 |
|  | Pachycephalosaurus wyomingensis |
|  |                                 |

|  | Sphaerotholus buchholtzae |
|  |                           |
|  | Sphaerotholus goodwini    |
|  |                           |

|  | Alaskacephale gangloffi         |
|  |                                 |
|  | Pachycephalosaurus wyomingensis |
|  |                                 |

|  | Sphaerotholus buchholtzae |
|  |                           |
|  | Sphaerotholus goodwini    |
|  |                           |

|  | Acrotholus audeti   |
|  |                     |
|  | Prenocephale prenes |
|  |                     |

|  | Alaskacephale gangloffi         |
|  |                                 |
|  | Pachycephalosaurus wyomingensis |
|  |                                 |

|  | Sphaerotholus buchholtzae |
|  |                           |
|  | Sphaerotholus goodwini    |
|  |                           |

|  | Alaskacephale gangloffi         |
|  |                                 |
|  | Pachycephalosaurus wyomingensis |
|  |                                 |

|  | Sphaerotholus buchholtzae |
|  |                           |
|  | Sphaerotholus goodwini    |
|  |                           |

|  | Acrotholus audeti   |
|  |                     |
|  | Prenocephale prenes |
|  |                     |

|  | Alaskacephale gangloffi         |
|  |                                 |
|  | Pachycephalosaurus wyomingensis |
|  |                                 |

|  | Sphaerotholus buchholtzae |
|  |                           |
|  | Sphaerotholus goodwini    |
|  |                           |

|  | Alaskacephale gangloffi         |
|  |                                 |
|  | Pachycephalosaurus wyomingensis |
|  |                                 |

|  | Sphaerotholus buchholtzae |
|  |                           |
|  | Sphaerotholus goodwini    |
|  |                           |

|  | Acrotholus audeti   |
|  |                     |
|  | Prenocephale prenes |
|  |                     |

|  | Alaskacephale gangloffi         |
|  |                                 |
|  | Pachycephalosaurus wyomingensis |
|  |                                 |

|  | Sphaerotholus buchholtzae |
|  |                           |
|  | Sphaerotholus goodwini    |
|  |                           |

|  | Alaskacephale gangloffi         |
|  |                                 |
|  | Pachycephalosaurus wyomingensis |
|  |                                 |

|  | Sphaerotholus buchholtzae |
|  |                           |
|  | Sphaerotholus goodwini    |
|  |                           |

|  | Acrotholus audeti   |
|  |                     |
|  | Prenocephale prenes |
|  |                     |

|  | Alaskacephale gangloffi         |
|  |                                 |
|  | Pachycephalosaurus wyomingensis |
|  |                                 |

|  | Sphaerotholus buchholtzae |
|  |                           |
|  | Sphaerotholus goodwini    |
|  |                           |

|  | Alaskacephale gangloffi         |
|  |                                 |
|  | Pachycephalosaurus wyomingensis |
|  |                                 |

|  | Sphaerotholus buchholtzae |
|  |                           |
|  | Sphaerotholus goodwini    |
|  |                           |

|  | Acrotholus audeti   |
|  |                     |
|  | Prenocephale prenes |
|  |                     |

|  | Alaskacephale gangloffi         |
|  |                                 |
|  | Pachycephalosaurus wyomingensis |
|  |                                 |

|  | Sphaerotholus buchholtzae |
|  |                           |
|  | Sphaerotholus goodwini    |
|  |                           |

|  | Alaskacephale gangloffi         |
|  |                                 |
|  | Pachycephalosaurus wyomingensis |
|  |                                 |

|  | Sphaerotholus buchholtzae |
|  |                           |
|  | Sphaerotholus goodwini    |
|  |                           |

|  | Acrotholus audeti   |
|  |                     |
|  | Prenocephale prenes |
|  |                     |

|  | Alaskacephale gangloffi         |
|  |                                 |
|  | Pachycephalosaurus wyomingensis |
|  |                                 |

|  | Sphaerotholus buchholtzae |
|  |                           |
|  | Sphaerotholus goodwini    |
|  |                           |

|  | Alaskacephale gangloffi         |
|  |                                 |
|  | Pachycephalosaurus wyomingensis |
|  |                                 |

|  | Sphaerotholus buchholtzae |
|  |                           |
|  | Sphaerotholus goodwini    |
|  |                           |

|  | Acrotholus audeti   |
|  |                     |
|  | Prenocephale prenes |
|  |                     |

|  | Alaskacephale gangloffi         |
|  |                                 |
|  | Pachycephalosaurus wyomingensis |
|  |                                 |

|  | Sphaerotholus buchholtzae |
|  |                           |
|  | Sphaerotholus goodwini    |
|  |                           |

|  | Alaskacephale gangloffi         |
|  |                                 |
|  | Pachycephalosaurus wyomingensis |
|  |                                 |

|  | Sphaerotholus buchholtzae |
|  |                           |
|  | Sphaerotholus goodwini    |
|  |                           |

|  | Acrotholus audeti   |
|  |                     |
|  | Prenocephale prenes |
|  |                     |

|  | Alaskacephale gangloffi         |
|  |                                 |
|  | Pachycephalosaurus wyomingensis |
|  |                                 |

|  | Sphaerotholus buchholtzae |
|  |                           |
|  | Sphaerotholus goodwini    |
|  |                           |

|  | Alaskacephale gangloffi         |
|  |                                 |
|  | Pachycephalosaurus wyomingensis |
|  |                                 |

|  | Sphaerotholus buchholtzae |
|  |                           |
|  | Sphaerotholus goodwini    |
|  |                           |

|  | Acrotholus audeti   |
|  |                     |
|  | Prenocephale prenes |
|  |                     |

|  | Alaskacephale gangloffi         |
|  |                                 |
|  | Pachycephalosaurus wyomingensis |
|  |                                 |

|  | Sphaerotholus buchholtzae |
|  |                           |
|  | Sphaerotholus goodwini    |
|  |                           |

|  | Alaskacephale gangloffi         |
|  |                                 |
|  | Pachycephalosaurus wyomingensis |
|  |                                 |

|  | Sphaerotholus buchholtzae |
|  |                           |
|  | Sphaerotholus goodwini    |
|  |                           |

|  | Acrotholus audeti   |
|  |                     |
|  | Prenocephale prenes |
|  |                     |

|  | Alaskacephale gangloffi         |
|  |                                 |
|  | Pachycephalosaurus wyomingensis |
|  |                                 |

|  | Sphaerotholus buchholtzae |
|  |                           |
|  | Sphaerotholus goodwini    |
|  |                           |

|  | Alaskacephale gangloffi         |
|  |                                 |
|  | Pachycephalosaurus wyomingensis |
|  |                                 |

|  | Sphaerotholus buchholtzae |
|  |                           |
|  | Sphaerotholus goodwini    |
|  |                           |

|  | Acrotholus audeti   |
|  |                     |
|  | Prenocephale prenes |
|  |                     |

|  | Alaskacephale gangloffi         |
|  |                                 |
|  | Pachycephalosaurus wyomingensis |
|  |                                 |

|  | Sphaerotholus buchholtzae |
|  |                           |
|  | Sphaerotholus goodwini    |
|  |                           |

|  | Alaskacephale gangloffi         |
|  |                                 |
|  | Pachycephalosaurus wyomingensis |
|  |                                 |

|  | Sphaerotholus buchholtzae |
|  |                           |
|  | Sphaerotholus goodwini    |
|  |                           |

|  | Acrotholus audeti   |
|  |                     |
|  | Prenocephale prenes |
|  |                     |

|  | Alaskacephale gangloffi         |
|  |                                 |
|  | Pachycephalosaurus wyomingensis |
|  |                                 |

|  | Sphaerotholus buchholtzae |
|  |                           |
|  | Sphaerotholus goodwini    |
|  |                           |

|  | Alaskacephale gangloffi         |
|  |                                 |
|  | Pachycephalosaurus wyomingensis |
|  |                                 |

|  | Sphaerotholus buchholtzae |
|  |                           |
|  | Sphaerotholus goodwini    |
|  |                           |

|  | Acrotholus audeti   |
|  |                     |
|  | Prenocephale prenes |
|  |                     |

|  | Alaskacephale gangloffi         |
|  |                                 |
|  | Pachycephalosaurus wyomingensis |
|  |                                 |

|  | Sphaerotholus buchholtzae |
|  |                           |
|  | Sphaerotholus goodwini    |
|  |                           |

|  | Alaskacephale gangloffi         |
|  |                                 |
|  | Pachycephalosaurus wyomingensis |
|  |                                 |

|  | Sphaerotholus buchholtzae |
|  |                           |
|  | Sphaerotholus goodwini    |
|  |                           |

|  | Acrotholus audeti   |
|  |                     |
|  | Prenocephale prenes |
|  |                     |

|  | Alaskacephale gangloffi         |
|  |                                 |
|  | Pachycephalosaurus wyomingensis |
|  |                                 |

|  | Sphaerotholus buchholtzae |
|  |                           |
|  | Sphaerotholus goodwini    |
|  |                           |

|  | Alaskacephale gangloffi         |
|  |                                 |
|  | Pachycephalosaurus wyomingensis |
|  |                                 |

|  | Sphaerotholus buchholtzae |
|  |                           |
|  | Sphaerotholus goodwini    |
|  |                           |

|  | Acrotholus audeti   |
|  |                     |
|  | Prenocephale prenes |
|  |                     |

|  | Alaskacephale gangloffi         |
|  |                                 |
|  | Pachycephalosaurus wyomingensis |
|  |                                 |

|  | Sphaerotholus buchholtzae |
|  |                           |
|  | Sphaerotholus goodwini    |
|  |                           |

|  | Alaskacephale gangloffi         |
|  |                                 |
|  | Pachycephalosaurus wyomingensis |
|  |                                 |

|  | Sphaerotholus buchholtzae |
|  |                           |
|  | Sphaerotholus goodwini    |
|  |                           |

|  | Acrotholus audeti   |
|  |                     |
|  | Prenocephale prenes |
|  |                     |

|  | Alaskacephale gangloffi         |
|  |                                 |
|  | Pachycephalosaurus wyomingensis |
|  |                                 |

|  | Sphaerotholus buchholtzae |
|  |                           |
|  | Sphaerotholus goodwini    |
|  |                           |

|  | Alaskacephale gangloffi         |
|  |                                 |
|  | Pachycephalosaurus wyomingensis |
|  |                                 |

|  | Sphaerotholus buchholtzae |
|  |                           |
|  | Sphaerotholus goodwini    |
|  |                           |

|  | Acrotholus audeti   |
|  |                     |
|  | Prenocephale prenes |
|  |                     |

|  | Alaskacephale gangloffi         |
|  |                                 |
|  | Pachycephalosaurus wyomingensis |
|  |                                 |

|  | Sphaerotholus buchholtzae |
|  |                           |
|  | Sphaerotholus goodwini    |
|  |                           |

|  | Alaskacephale gangloffi         |
|  |                                 |
|  | Pachycephalosaurus wyomingensis |
|  |                                 |

|  | Sphaerotholus buchholtzae |
|  |                           |
|  | Sphaerotholus goodwini    |
|  |                           |

|  | Acrotholus audeti   |
|  |                     |
|  | Prenocephale prenes |
|  |                     |

|  | Alaskacephale gangloffi         |
|  |                                 |
|  | Pachycephalosaurus wyomingensis |
|  |                                 |

|  | Sphaerotholus buchholtzae |
|  |                           |
|  | Sphaerotholus goodwini    |
|  |                           |

|  | Alaskacephale gangloffi         |
|  |                                 |
|  | Pachycephalosaurus wyomingensis |
|  |                                 |

|  | Sphaerotholus buchholtzae |
|  |                           |
|  | Sphaerotholus goodwini    |
|  |                           |

|  | Acrotholus audeti   |
|  |                     |
|  | Prenocephale prenes |
|  |                     |

|  | Alaskacephale gangloffi         |
|  |                                 |
|  | Pachycephalosaurus wyomingensis |
|  |                                 |

|  | Sphaerotholus buchholtzae |
|  |                           |
|  | Sphaerotholus goodwini    |
|  |                           |

|  | Alaskacephale gangloffi         |
|  |                                 |
|  | Pachycephalosaurus wyomingensis |
|  |                                 |

|  | Sphaerotholus buchholtzae |
|  |                           |
|  | Sphaerotholus goodwini    |
|  |                           |

|  | Acrotholus audeti   |
|  |                     |
|  | Prenocephale prenes |
|  |                     |

|  | Alaskacephale gangloffi         |
|  |                                 |
|  | Pachycephalosaurus wyomingensis |
|  |                                 |

|  | Sphaerotholus buchholtzae |
|  |                           |
|  | Sphaerotholus goodwini    |
|  |                           |

|  | Alaskacephale gangloffi         |
|  |                                 |
|  | Pachycephalosaurus wyomingensis |
|  |                                 |

|  | Sphaerotholus buchholtzae |
|  |                           |
|  | Sphaerotholus goodwini    |
|  |                           |

|  | Acrotholus audeti   |
|  |                     |
|  | Prenocephale prenes |
|  |                     |

|  | Alaskacephale gangloffi         |
|  |                                 |
|  | Pachycephalosaurus wyomingensis |
|  |                                 |

|  | Sphaerotholus buchholtzae |
|  |                           |
|  | Sphaerotholus goodwini    |
|  |                           |

|  | Alaskacephale gangloffi         |
|  |                                 |
|  | Pachycephalosaurus wyomingensis |
|  |                                 |

|  | Sphaerotholus buchholtzae |
|  |                           |
|  | Sphaerotholus goodwini    |
|  |                           |

|  | Acrotholus audeti   |
|  |                     |
|  | Prenocephale prenes |
|  |                     |

|  | Alaskacephale gangloffi         |
|  |                                 |
|  | Pachycephalosaurus wyomingensis |
|  |                                 |

|  | Sphaerotholus buchholtzae |
|  |                           |
|  | Sphaerotholus goodwini    |
|  |                           |

|  | Alaskacephale gangloffi         |
|  |                                 |
|  | Pachycephalosaurus wyomingensis |
|  |                                 |

|  | Sphaerotholus buchholtzae |
|  |                           |
|  | Sphaerotholus goodwini    |
|  |                           |